# Serie B 2013-2014
La Serie B 2013-2014 è stata l'82ª edizione del campionato italiano di calcio di Serie B (la 78ª a girone unico), disputata tra il 23 agosto 2013 e il 30 maggio 2014 e conclusa con la vittoria del Palermo, al suo quinto titolo.
Capocannoniere del torneo è stato Matteo Mancosu (Trapani) con 26 reti.

## Stagione

### Novità
La regione più rappresentata in questo campionato è stata l'Emilia-Romagna con 3 squadre (Carpi, Cesena e Modena), di cui due appartenenti alla stessa provincia. Sono state invece 7 le regioni rappresentate da due club, rispettivamente: Abruzzo (Pescara e Virtus Lanciano), Calabria (Crotone e Reggina), Campania (Avellino e Juve Stabia), Lombardia (Brescia e Varese), Sicilia (Palermo e Trapani), Toscana (Empoli e Siena) e Veneto (Cittadella e Padova). Infine una sola rappresentante ciascuna per Lazio (Latina), Liguria (Spezia), Piemonte (Novara), Puglia (Bari) e Umbria (Ternana). Sono state tre le squadre all'esordio assoluto al torneo cadetto: Carpi, Latina e Trapani.
A partire da questa stagione del campionato cadetto sono state introdotte delle novità riguardanti gli stipendi dei calciatori e la composizione delle rose. Per quanto riguarda la prima questione, è stato introdotto il cosiddetto salary cap, per volere del presidente del CONI, Giovanni Malagò, e di quello della FIGC, Giancarlo Abete. È stata regolamentata la parte fissa, quella variabile e delle varie casistiche contrattuali che riguardano gli ingaggi dei calciatori, predisponendo controlli e sanzioni per chi non rispettasse queste convenzioni, prese anche con l'appoggio dell'AIC. Per quanto riguarda i nuovi contratti firmati a partire da questa stagione, non saranno possibili contratti oltre i 300 000 euro annui (150 000 nella parte fissa, 75 000 per obiettivi di squadra e 75 000 per bonus come gol, rigori parati, presenze a partire dalla decima) senza ripercussioni sulla mutualità, restando entro il 60% del rapporto fra emolumenti (inclusi quelli dello staff tecnico) e valore della produzione; se si vorrà sforare questi limiti, le azioni dovranno essere giustificate, per esempio, dall'aumento del fatturato e dell'utile oppure presentando fideiussioni.
Sulla composizione delle rose, invece, è stato deciso di regolamentare il numero massimo di calciatori Over-23, che dovranno essere diciotto; la rosa può essere completata da altri due calciatori fra i 21 e i 23 anni, da ulteriori due atleti considerati "bandiere" (cioè giocatori che abbiano militato almeno quattro stagioni nella stessa squadra, giovanili comprese) e da illimitati calciatori Under-21. I numeri di maglia assegnati ai giocatori dovranno essere progressivi a partire dal numero 1. Proprio la presenza di molti calciatori giovani ha indotto la Lega ad allargare il numero di sostituti presenti in panchina: a partire dalla seconda giornata di campionato è stato possibile portare fra le riserve fino a un massimo di nove calciatori anziché gli abituali sette, con l'obiettivo di accelerare la crescita professionale dei calciatori Under-21.
Il 1º agosto 2013 è stato presentato Eurobet quale title sponsor che apparirà nella denominazione del campionato; il 21 dello stesso mese è stato scelto NGM quale top sponsor del campionato, il che significa che in tutte le maglie delle squadre sarà presente il logo dell'azienda di telefonia sotto il numero di maglia di ciascun giocatore.

#### Aggiornamenti
Il 20 giugno 2013 la Commissione Disciplinare Nazionale ha inflitto due punti di penalizzazione al Bari a causa del ritardo dei pagamenti degli emolumenti dovuti ai propri tesserati, nel periodo intercorso fra gennaio e febbraio 2013. Il 4 luglio inoltre, in seguito allo svolgimento del processo sul calcioscommesse riguardante il filone giudiziario ribattezzato Bari-bis, la società pugliese ha chiesto e ottenuto di patteggiare un ulteriore punto di penalizzazione, sempre da scontare durante la stagione. Il Siena, invece, iscrittosi in extremis al campionato, è comunque dovuto partire da -2 «per non aver documentato agli Organi federali competenti l'avvenuto pagamento di ritenute Irpef, di contributi Inps e di emolumenti dovuti ai propri tesserati»; in settembre la squadra toscana si è vista togliere un ulteriore punto in classifica per il mancato deposito di una fidejussione bancaria.
Il 3 aprile 2014 la Commissione Disciplinare Nazionale assegna ancora un punto di penalizzazione al Siena (otto punti in meno in tutto) e, inizialmente, al Cesena; tuttavia a quest'ultima, il 24 dello stesso mese, la penalizzazione viene revocata. Il successivo 30 aprile arriva un punto di penalizzazione anche per Bari e Reggina, per violazione del regolamento CO.VI.SO.C. per quanto riguarda i ritardi nei pagamenti degli stipendi e altre irregolarità amministrative.

### Formula
Il calendario del campionato è stato presentato il 1º agosto 2013 alla Galleria d'arte moderna Sant'Anna di Palermo: l'inizio è avvenuto venerdì 23 agosto 2013 con il primo anticipo del torneo, cui è seguito sabato 24 agosto la prima giornata effettiva. La stagione regolare si è conclusa il 30 maggio 2014, con la 42ª e ultima giornata del campionato. Sono stati giocati 4 turni infrasettimanali: il 24 settembre, il 26 dicembre, il 25 marzo e il 13 maggio. Il torneo ha avuto una sosta invernale, che è stata programmata dal 31 dicembre al 23 gennaio, dopo le tre gare che si sono disputate nel periodo natalizio: 21, 26 e 29 dicembre. I play-off si sono giocati con queste modalità: il turno preliminare si è disputato in gara unica il 3 giugno 2014, le semifinali si sono giocate con gare di andata e ritorno l'8 e 11 giugno 2014, la finale si giocata con gara di andata e ritorno il 15 e 18 giugno 2014. Il play-out è stato disputato con gara di andata e ritorno il 6 e 13 giugno 2014.
La novità principale di questa stagione, introdotta il 23 agosto 2013, è il cambio della formula dei play-off che prevede che gli spareggi per la terza promozione in Serie A siano disputati fino a un massimo di sei squadre, che a conclusione della stagione siano entro un perimetro di massimo 14 punti di distacco dalla terza classificata. La delibera approvata dal presidente della Federcalcio, Giancarlo Abete, prevede che la promozione in massima categoria sarà acquisita direttamente dalle squadre classificate prima e seconda nel campionato di Serie B, mentre la terza classificataverrà promossa direttamente solo se il distacco dalla quarta sarà superiore ai 9 punti; se il distacco con la quarta sarà pari o inferiore, la terza squadra promossa sarà individuata con la disputa dei play-off. La formula degli spareggi, con questo nuovo meccanismo adottato, varia a seconda del numero delle squadre coinvolte, che possono essere minimo due (terza e quarta) e massimo sei (dalla terza alla ottava).

Le varie ipotesi sono:
- play-off a due (finale): si affrontano la terza e la quarta classificata, che regalerà la promozione alla vincitrice.
- play-off a tre (semifinale e finale): si affrontano la quarta e la quinta classificata. La vincente si gioca la promozione con la terza.
- play-off a quattro (semifinali e finale): si affrontano la terza e la sesta, la quarta e la quinta; le due vincitrici disputano la finale per la promozione.
- play-off a cinque (turno preliminare, semifinali e finale): la sesta e la settima disputano un «preliminare», la vincente affronta poi la terza classificata, mentre la quarta e la quinta danno vita a un altro confronto; le due vincitrici disputano la finale per la promozione.
- play-off a sei (turno preliminare, semifinali e finale): la quinta affronta l'ottava e la vincitrice gioca poi con la quarta; la sesta incontra la settima e la vincitrice sfida la terza. Le due vincenti disputano la finale per la promozione.

Gli incontri di finale e semifinali si svolgono con gare di andata e ritorno, mentre i turni preliminari prevedono una partita unica sul campo della meglio piazzata nella stagione regolare.

### Avvenimenti

#### Girone di andata
Il 3 agosto 2013, prima dell'inizio della stagione regolare, ci sono state le dimissioni per motivi personali di Carmine Gautieri dalla panchina del Bari, poi sostituito da Roberto Alberti Mazzaferro due giorni dopo.
La partita inaugurale è stato l'anticipo di venerdì 23 agosto Reggina-Bari (0-0). Al termine della prima giornata sono sei le squadre a punteggio pieno, più la settima – il Siena – penalizzata però di due punti; dopo la seconda giornata solo Empoli e Cesena si ritrovano con 6 punti. Carpi-Padova proprio della seconda giornata, che segnava l'esordio casalingo storico in seconda serie per il Carpi, è stata sospesa al 27º minuto a causa di un blackout all'impianto elettrico (la partita si è disputata in notturna, come tutte le altre) che la società ha attribuito a un problema della rete pubblica; il Padova si è rifiutato di giocare la restante parte dell'incontro il giorno successivo. Dopo la terza giornata nessuna squadra è più a punteggio pieno e l'Empoli viene raggiunto in testa alla classifica con 7 punti dall'Avellino. Gli irpini poi perdono nella gara della quarta giornata e così è l'Empoli la prima capolista solitaria del campionato. Dopo la sesta giornata capolista solitaria diventa la Virtus Lanciano. Il 2 ottobre il Siena subisce un ulteriore decurtazione di due punti in classifica per il mancato pagamento degli stipendi ai tesserati.
La Virtus Lanciano resta capolista solitaria fino alla 13ª giornata: nel 14º turno, infatti, perdendo lo scontro diretto con l'Empoli viene scavalcata in classifica proprio dai toscani, dal Palermo e dall'Avellino, tutte e tre così in testa con 27 punti; nella giornata successiva l'Empoli è l'unica delle tre a vincere, tornando così da sola in testa al campionato. La squadra toscana mantiene il primato solitario per tre partite, quindi dopo la 18ª giornata è il Palermo a superarla in classifica restando primatista da sola. Le due squadre, comunque, si alternano nelle due partite successive, così i toscani sono primi alla 19ª approfittando della sconfitta del Palermo contro il Carpi, mentre i siciliani riconquistano la vetta dopo la 20ª giornata a seguito della sconfitta casalinga dell'Empoli contro il Cittadella. Il girone d'andata si conclude col Palermo Campione d'inverno con 40 punti, un punto sopra l'Empoli; sul fondo, invece, in zona retrocessione stazionano Padova, Reggina e Juve Stabia.

#### Girone di ritorno
Il 26 aprile 2014 arriva il primo verdetto della stagione: si tratta dell'aritmetica retrocessione della Juve Stabia con sei turni d'anticipo, dopo tre anni di militanza nel campionato cadetto. Nella giornata successiva arriva un altro verdetto: il Palermo, battendo per 1-0 il Novara, ottiene l'aritmetica promozione in Serie A con cinque giornate d'anticipo – evento mai accaduto con la Serie B a ventidue squadre e terza volta assoluta da quando la vittoria fa ottenere 3 punti – e contestualmente anche la vittoria del campionato. Il 7 maggio 2014 la Disciplinare infligge alla Reggina altri due punti di penalizzazione e così la squadra retrocede aritmeticamente nella terza serie con cinque turni d'anticipo, dopo cinque anni di militanza nel campionato cadetto; dopo il ricorso della società i punti di penalizzazione passano da due a uno. Il 13 maggio il Palermo fa determinare un altro record: battendo il Cittadella fuori casa sono dodici le vittorie esterne in campionato, che diventano tredici dopo la penultima giornata con la vittoria contro la Ternana. Nello stesso turno è aritmetica la retrocessione del Padova.
Il 30 maggio 2014, ultima giornata di campionato, l'Empoli batte 2-0 il Pescara e raggiunge il Palermo in Serie A, tornando nella massima serie dopo sei anni. Il Palermo raggiunge invece il record di 86 punti e viene premiato con la Coppa Ali della Vittoria. Si qualificano per le semifinali play-off il Latina e il Cesena mentre accedono al turno preliminare Modena, Crotone, Bari e Spezia; il Bari ha raggiunto i play-off (entro il cui "perimetro" c'erano altre sei squadre) al termine di un girone di ritorno dove ha conquistato 41 punti. Accedono, invece, ai play-out Varese e Novara.
La quarta squadra retrocessa nella terza serie dopo il play-out è il Novara dopo aver perso all'andata per 0-2 e pareggiato al ritorno per 2-2 contro il Varese. Tuttavia, la squadra piemontese non è l'ultima a retrocedere, infatti il 15 luglio 2014 il Siena viene dichiarato fallito a causa dei debiti contratti, ingenerando un'aspra battaglia legale fra la FIGC, che avendo presagito le nubi tempestose che si addensavano sui toscani aveva pensato di approfittarne per iniziare a rientrare verso lo storico formato a 20 squadre mediante un blocco dei ripescaggi, e il Novara che reclamava il tradizionale principio di riammissione per meriti sportivi nei tornei a girone unico. La contesa finì a tutto vantaggio di un terzo attore, i berici del Vicenza che si ritrovarono col gradito omaggio di un imprevisto ripescaggio dopo che la Corte del CONI accolse il reclamo novarese contro la tardiva e indirizzata idea della FIGC, ma la Federazione decise a quel punto di procedere a ripescaggi basati su criteri economici e storici anziché darla vinta ai piemontesi a cui rinfacciò i problemi legali della stagione precedente.
La terza squadra promossa in Serie A è il Cesena dopo aver vinto sia all'andata che al ritorno col punteggio di 2-1 la finale play-off col Latina, ritornando così nella massima serie dopo due anni di assenza.

## Squadre partecipanti
| Club            | Stagione | Città                        | Stadio                                             | Stagione precedente                                                         |
| --------------- | -------- | ---------------------------- | -------------------------------------------------- | --------------------------------------------------------------------------- |
| Avellino        | dettagli | Avellino                     | Stadio Partenio-Adriano Lombardi                   | 1º posto nel girone B di Lega Pro Prima Divisione, promosso                 |
| Bari            | dettagli | Bari                         | Stadio San Nicola                                  | 10º posto in Serie B                                                        |
| Brescia         | dettagli | Brescia                      | Stadio Mario Rigamonti                             | 6º posto in Serie B                                                         |
| Carpi           | dettagli | Carpi (MO)                   | Stadio Sandro Cabassi                              | 3º posto nel girone A di Lega Pro Prima Divisione, promosso dopo i play-off |
| Cesena          | dettagli | Cesena                       | Stadio Dino Manuzzi                                | 14º posto in Serie B                                                        |
| Cittadella      | dettagli | Cittadella (PD)              | Stadio Piercesare Tombolato                        | 15º posto in Serie B                                                        |
| Crotone         | dettagli | Crotone                      | Stadio Ezio Scida                                  | 12º posto in Serie B                                                        |
| Empoli          | dettagli | Empoli (FI)                  | Stadio Carlo Castellani                            | 4º posto in Serie B                                                         |
| Juve Stabia     | dettagli | Castellammare di Stabia (NA) | Stadio Romeo Menti                                 | 16º posto in Serie B                                                        |
| Latina          | dettagli | Latina                       | Stadio Domenico Francioni                          | 3º posto nel girone B di Lega Pro Prima Divisione, promosso dopo i play-off |
| Modena          | dettagli | Modena                       | Stadio Alberto Braglia                             | 8º posto in Serie B                                                         |
| Novara          | dettagli | Novara                       | Stadio Silvio Piola                                | 5º posto in Serie B                                                         |
| Padova          | dettagli | Padova                       | Stadio Euganeo                                     | 11º posto in Serie B                                                        |
| Palermo         | dettagli | Palermo                      | Stadio Renzo Barbera                               | 18º posto in Serie A, retrocesso                                            |
| Pescara         | dettagli | Pescara                      | Stadio Adriatico-Giovanni Cornacchia               | 20º posto in Serie A, retrocesso                                            |
| Reggina         | dettagli | Reggio di Calabria           | Stadio Oreste Granillo                             | 17º posto in Serie B                                                        |
| Siena           | dettagli | Siena                        | Stadio Artemio Franchi                             | 19º posto in Serie A, retrocesso                                            |
| Spezia          | dettagli | La Spezia                    | Stadio Alberto Picco                               | 13º posto in Serie B                                                        |
| Ternana         | dettagli | Terni                        | Stadio Libero Liberati                             | 9º posto in Serie B                                                         |
| Trapani         | dettagli | Trapani                      | Stadio Polisportivo Provinciale (Erice-Casa Santa) | 1º posto nel girone A di Lega Pro Prima Divisione, promosso                 |
| Varese          | dettagli | Varese                       | Stadio Franco Ossola                               | 7º posto in Serie B                                                         |
| Virtus Lanciano | dettagli | Lanciano (CH)                | Stadio Guido Biondi                                | 18º posto in Serie B                                                        |

## Allenatori e primatisti
| Squadra         | Allenatore | Calciatore più presente                                              | Cannoniere                              |
| --------------- | --- | -------------------------------------------------------------------- | --------------------------------------- |
| Avellino        | Massimo Rastelli | Andrey Galabinov, Fabio Pisacane, Eros Schiavon, Luigi Castaldo (39) | Andrey Galabinov (15)                   |
| Bari            | Roberto Alberti Mazzaferro | Enrico Guarna, Cristian Galano (41)                                  | Cristian Galano (11)                    |
| Brescia         | Marco Giampaolo (1ª-5ª) Fabio Micarelli (6ª) Luigi Maifredi (7ª) Cristiano Bergodi (8ª-27ª) Ivo Iaconi (28ª-42ª)                      | Alessandro Budel (39)                                                | Andrea Caracciolo (18)                  |
| Carpi           | Stefano Vecchi (1ª-29ª) Giuseppe Pillon (30ª-42ª)                                                                                     | Filippo Porcari (38)                                                 | Ledian Memushaj (8)                     |
| Cesena          | Pierpaolo Bisoli | Marco D'Alessandro (39)                                              | Alejandro Rodríguez (8)                 |
| Cittadella      | Claudio Foscarini | Raffaele Di Gennaro (39)                                             | Claudio Coralli (9)                     |
| Crotone         | Massimo Drago | Antonio Mazzotta, Lorenzo Del Prete (40)                             | Federico Bernardeschi (12)              |
| Empoli          | Maurizio Sarri | Davide Bassi, Massimo Maccarone (42)                                 | Francesco Tavano (22)                   |
| Juve Stabia     | Piero Braglia (1ª-15ª) Fulvio Pea (16ª-26ª) Piero Braglia (27ª-42ª)                                                                   | Ali Sowe (35)                                                        | Samuel Di Carmine (6)                   |
| Latina          | Gaetano Auteri (1ª-3ª) Roberto Breda (4ª-42ª e play-off)                                                                              | Alessandro Iacobucci (42)                                            | Jonathas (14)                           |
| Modena          | Walter Novellino | Khouma el Babacar (39)                                               | Khouma el Babacar (20)                  |
| Novara          | Alfredo Aglietti (1ª-14ª) Alessandro Calori (15ª-25ª) Alfredo Aglietti (26ª-42ª e andata play-out) Giacomo Gattuso (ritorno play-out) | Tomáš Košický (39)                                                   | Marco Sansovini (8)                     |
| Padova          | Dario Marcolin (1ª-7ª) Bortolo Mutti (8ª-23ª) Michele Serena (24ª-42ª)                                                                | Cristian Pasquato (37)                                               | Riccardo Improta, Cristian Pasquato (7) |
| Palermo         | Gennaro Gattuso (1ª-6ª) Giuseppe Iachini (7ª-42ª)                                                                                     | Francesco Bolzoni (37)                                               | Abel Hernández (14)                     |
| Pescara         | Pasquale Marino (1ª-26ª) Serse Cosmi (27ª-42ª)                                                                                        | Antonino Ragusa (40)                                                 | Riccardo Maniero (13)                   |
| Reggina         | Gianluca Atzori (1ª-10ª) Fabrizio Castori (11ª-16ª) Gianluca Atzori (17ª-21ª) Franco Gagliardi e Diego Zanin (22ª-42ª)                | Fabio Lucioni (37)                                                   | David Di Michele (8)                    |
| Siena           | Mario Beretta | Ângelo Mariano de Almeida (41)                                       | Alessandro Rosina (13)                  |
| Spezia          | Giovanni Stroppa (1ª-18ª) Devis Mangia (19ª-42ª e play-off)                                                                           | Francesco Migliore (39)                                              | Osarimen Ebagua (13)                    |
| Ternana         | Domenico Toscano (1ª-21ª) Attilio Tesser (22ª-42ª)                                                                                    | Mirco Antenucci (40)                                                 | Mirco Antenucci (19)                    |
| Trapani         | Roberto Boscaglia | Simone Rizzato (42)                                                  | Matteo Mancosu (26)                     |
| Varese          | Stefano Sottili (1ª-15ª) Carmine Gautieri (16ª-29ª) Stefano Sottili (30ª-40ª) Stefano Bettinelli (41ª-42ª e play-out)                 | Nunzio Di Roberto (39)                                               | Leonardo Pavoletti (20)                 |
| Virtus Lanciano | Marco Baroni | Luigi Sepe (39)                                                      | Federico Amenta (6)                     |

## Classifica finale
|  | Pos. | Squadra         | Pt | G  | V  | N  | P  | GF | GS | DR  |
|  | ---- | --------------- | -- | -- | -- | -- | -- | -- | -- | --- |
|  | 1.   | Palermo         | 86 | 42 | 25 | 11 | 6  | 62 | 28 | +34 |
|  | 2.   | Empoli          | 72 | 42 | 20 | 12 | 10 | 59 | 35 | +24 |
|  | 3.   | Latina          | 68 | 42 | 18 | 14 | 10 | 44 | 36 | +8  |
|  | 4.   | Cesena          | 66 | 42 | 17 | 15 | 10 | 45 | 35 | +10 |
|  | 5.   | Modena          | 64 | 42 | 16 | 16 | 10 | 65 | 43 | +22 |
|  | 6.   | Crotone         | 63 | 42 | 17 | 12 | 13 | 56 | 52 | +4  |
|  | 7.   | Bari (-4)       | 63 | 42 | 19 | 10 | 13 | 52 | 43 | +9  |
|  | 8.   | Spezia          | 62 | 42 | 16 | 14 | 12 | 46 | 48 | −2  |
|  | 9.   | Siena (-8)      | 61 | 42 | 18 | 15 | 9  | 57 | 41 | +16 |
|  | 10.  | Virtus Lanciano | 60 | 42 | 15 | 15 | 12 | 44 | 45 | −1  |
|  | 11.  | Avellino        | 59 | 42 | 15 | 14 | 13 | 48 | 45 | +3  |
|  | 12.  | Carpi           | 59 | 42 | 16 | 11 | 15 | 50 | 49 | +1  |
|  | 13.  | Brescia         | 59 | 42 | 15 | 14 | 13 | 56 | 53 | +3  |
|  | 14.  | Trapani         | 57 | 42 | 14 | 15 | 13 | 58 | 54 | +4  |
|  | 15.  | Pescara         | 52 | 42 | 13 | 13 | 16 | 50 | 53 | −3  |
|  | 16.  | Ternana         | 51 | 42 | 12 | 15 | 15 | 54 | 56 | −2  |
|  | 17.  | Cittadella      | 47 | 42 | 11 | 14 | 17 | 42 | 49 | −7  |
|  | 18.  | Varese          | 47 | 42 | 12 | 11 | 19 | 51 | 63 | −12 |
|  | 19.  | Novara          | 44 | 42 | 10 | 14 | 18 | 40 | 58 | −18 |
|  | 20.  | Padova          | 41 | 42 | 10 | 11 | 21 | 45 | 63 | −18 |
|  | 21.  | Reggina (-1)    | 28 | 42 | 6  | 11 | 25 | 38 | 70 | −32 |
|  | 22.  | Juve Stabia     | 19 | 42 | 2  | 13 | 27 | 37 | 80 | −43 |

Legenda:
      Promossa in Serie A 2014-2015.
 Qualificata ai play-off o ai play-out.
      Retrocessa in Lega Pro 2014-2015.
Regolamento:
Tre punti a vittoria, uno a pareggio, zero a sconfitta.
In caso di arrivo di due o più squadre a pari punti, la graduatoria verrà stilata secondo la classifica avulsa tra le squadre interessate che prevede, in ordine, i seguenti criteri::
- Punti negli scontri diretti.
- Differenza reti negli scontri diretti.
- Differenza reti generale.
- Reti realizzate in generale.
- Sorteggio.

Note:
Il Siena ha scontato 8 punti di penalizzazione e a fine campionato è stato escluso dalla lega per problemi finanziari.
Il Bari ha scontato 4 punti di penalizzazione.
La Reggina ha scontato 1 punto di penalizzazione.

### Squadra campione
| Formazione tipo | Giocatori (presenze)                                            |
| --- | --------------------------------------------------------------- |
| Sorrentino Muñoz Terzi Anđelković Pisano Bolzoni Barreto Daprelà Vázquez Hernández Dybala | Stefano Sorrentino (32)                                         |
| Sorrentino Muñoz Terzi Anđelković Pisano Bolzoni Barreto Daprelà Vázquez Hernández Dybala | Ezequiel Muñoz (33)                                             |
| Sorrentino Muñoz Terzi Anđelković Pisano Bolzoni Barreto Daprelà Vázquez Hernández Dybala | Claudio Terzi (31)                                              |
| Sorrentino Muñoz Terzi Anđelković Pisano Bolzoni Barreto Daprelà Vázquez Hernández Dybala | Siniša Anđelković (36)                                          |
| Sorrentino Muñoz Terzi Anđelković Pisano Bolzoni Barreto Daprelà Vázquez Hernández Dybala | Eros Pisano (34)                                                |
| Sorrentino Muñoz Terzi Anđelković Pisano Bolzoni Barreto Daprelà Vázquez Hernández Dybala | Francesco Bolzoni (37)                                          |
| Sorrentino Muñoz Terzi Anđelković Pisano Bolzoni Barreto Daprelà Vázquez Hernández Dybala | Édgar Barreto (34)                                              |
| Sorrentino Muñoz Terzi Anđelković Pisano Bolzoni Barreto Daprelà Vázquez Hernández Dybala | Fabio Daprelà (25)                                              |
| Sorrentino Muñoz Terzi Anđelković Pisano Bolzoni Barreto Daprelà Vázquez Hernández Dybala | Franco Vázquez (18)                                             |
| Sorrentino Muñoz Terzi Anđelković Pisano Bolzoni Barreto Daprelà Vázquez Hernández Dybala | Paulo Dybala (28)                                               |
| Sorrentino Muñoz Terzi Anđelković Pisano Bolzoni Barreto Daprelà Vázquez Hernández Dybala | Abel Hernández (28)                                             |
| Sorrentino Muñoz Terzi Anđelković Pisano Bolzoni Barreto Daprelà Vázquez Hernández Dybala | Allenatore: Gennaro Gattuso (1ª-6ª) - Giuseppe Iachini (7ª-42ª) |
| Altri giocatori: Kyle Lafferty (34), Andrea Belotti (24), Alen Stevanović (21), Granddi N'Goyi (20), Valerio Verre (20), Milan Milanović (18), Michel Morganella (16), Gennaro Troianiello (15), Davide Di Gennaro (14), Achraf Lazaar (14), Enzo Maresca (13), Samir Ujkani (11), Roberto Vitiello (9), Armin Bačinovič (8), Ignacio Lores Varela (6), Cephas Malele (3), Giuliano Sanseverino (1), Aljaž Struna (1). |                                                                 |

## Risultati

### Tabellone
Leggendo per riga si hanno i risultati casalinghi della squadra indicata, mentre leggendo per colonna si hanno i risultati in trasferta.
|                 | Ave  | Bar  | Bre  | Car  | Ces  | Cit  | Cro  | Emp  | Juv  | Lat  | Mod  | Nov  | Pad  | Pal  | Pes  | Reg  | Sie  | Spe  | Ter  | Tra  | Var  | VLa  |
| --------------- | ---- | ---- | ---- | ---- | ---- | ---- | ---- | ---- | ---- | ---- | ---- | ---- | ---- | ---- | ---- | ---- | ---- | ---- | ---- | ---- | ---- | ---- |
| Avellino        | –––– | 1-0  | 0-1  | 4-1  | 0-0  | 1-0  | 2-0  | 1-0  | 2-1  | 1-1  | 2-1  | 2-1  | 2-1  | 0-2  | 1-1  | 3-0  | 0-1  | 2-0  | 1-0  | 3-3  | 1-1  | 1-3  |
| Bari            | 1-0  | –––– | 0-0  | 2-2  | 0-0  | 1-0  | 1-2  | 3-0  | 3-0  | 0-1  | 1-0  | 4-1  | 2-2  | 2-1  | 1-0  | 0-1  | 2-1  | 1-2  | 2-1  | 1-1  | 2-1  | 1-0  |
| Brescia         | 0-2  | 2-1  | –––– | 0-2  | 0-0  | 4-1  | 1-2  | 1-3  | 4-1  | 0-2  | 0-1  | 1-1  | 1-3  | 1-1  | 3-0  | 2-1  | 2-2  | 0-2  | 1-1  | 3-3  | 4-2  | 2-2  |
| Carpi           | 1-1  | 1-2  | 0-0  | –––– | 1-2  | 0-1  | 1-2  | 0-2  | 1-0  | 1-1  | 2-2  | 1-0  | 1-1  | 1-0  | 2-0  | 0-3  | 0-1  | 1-1  | 1-2  | 3-2  | 1-0  | 2-2  |
| Cesena          | 2-0  | 2-1  | 0-3  | 4-1  | –––– | 2-2  | 1-0  | 1-0  | 1-0  | 1-3  | 1-1  | 2-0  | 0-1  | 0-0  | 1-1  | 3-1  | 1-1  | 0-2  | 1-1  | 2-2  | 1-0  | 0-1  |
| Cittadella      | 1-2  | 1-1  | 0-1  | 1-0  | 1-0  | –––– | 1-0  | 2-2  | 0-2  | 0-0  | 0-1  | 2-2  | 1-0  | 0-2  | 0-1  | 0-0  | 1-0  | 1-2  | 2-2  | 2-2  | 5-1  | 1-2  |
| Crotone         | 3-2  | 0-0  | 1-0  | 0-0  | 1-2  | 2-0  | –––– | 1-1  | 1-1  | 0-1  | 3-1  | 2-2  | 2-1  | 1-2  | 3-0  | 2-0  | 0-0  | 1-0  | 1-1  | 2-1  | 3-2  | 1-2  |
| Empoli          | 0-1  | 1-1  | 2-2  | 1-1  | 0-0  | 0-1  | 3-1  | –––– | 2-1  | 3-1  | 2-1  | 3-1  | 3-1  | 1-1  | 2-0  | 4-0  | 0-0  | 2-0  | 1-0  | 1-1  | 2-0  | 3-0  |
| Juve Stabia     | 2-2  | 1-1  | 1-2  | 0-2  | 0-2  | 1-1  | 2-2  | 0-2  | –––– | 1-1  | 1-1  | 1-2  | 1-1  | 0-3  | 2-1  | 1-1  | 2-2  | 1-2  | 2-3  | 2-3  | 2-4  | 0-1  |
| Latina          | 1-1  | 1-0  | 2-0  | 1-0  | 0-0  | 1-0  | 2-3  | 2-1  | 1-0  | –––– | 0-0  | 4-1  | 3-0  | 1-3  | 0-2  | 1-0  | 0-3  | 0-0  | 2-0  | 0-1  | 0-3  | 0-0  |
| Modena          | 1-0  | 4-0  | 0-1  | 2-3  | 0-0  | 2-0  | 2-0  | 0-0  | 4-2  | 4-0  | –––– | 3-1  | 3-1  | 1-1  | 0-1  | 3-0  | 1-1  | 0-0  | 3-3  | 3-1  | 4-1  | 1-0  |
| Novara          | 2-1  | 0-1  | 1-2  | 1-0  | 1-1  | 2-2  | 1-1  | 0-1  | 2-0  | 2-2  | 1-0  | –––– | 1-0  | 0-1  | 0-0  | 1-0  | 2-1  | 2-0  | 1-1  | 3-1  | 0-0  | 0-3  |
| Padova          | 2-1  | 1-2  | 0-0  | 1-4  | 0-1  | 0-4  | 0-0  | 0-1  | 2-1  | 0-0  | 2-2  | 1-0  | –––– | 0-3  | 2-1  | 2-2  | 2-2  | 1-0  | 1-1  | 0-2  | 3-2  | 5-1  |
| Palermo         | 2-0  | 2-1  | 2-0  | 1-2  | 2-1  | 3-1  | 0-0  | 1-2  | 3-0  | 1-2  | 0-0  | 2-1  | 1-0  | –––– | 1-0  | 1-0  | 1-1  | 1-1  | 1-0  | 3-0  | 0-0  | 1-1  |
| Pescara         | 1-1  | 0-1  | 3-3  | 4-2  | 2-0  | 1-1  | 2-2  | 1-2  | 3-0  | 0-1  | 2-2  | 0-0  | 1-0  | 1-2  | –––– | 2-2  | 1-0  | 1-1  | 2-1  | 0-1  | 1-2  | 2-2  |
| Reggina         | 1-1  | 0-0  | 1-1  | 0-1  | 1-2  | 0-1  | 1-4  | 2-1  | 3-1  | 0-1  | 2-2  | 1-1  | 2-1  | 0-2  | 2-3  | –––– | 0-2  | 1-2  | 1-2  | 1-1  | 3-4  | 1-0  |
| Siena           | 3-0  | 3-2  | 2-1  | 0-0  | 1-0  | 1-1  | 5-2  | 1-1  | 1-0  | 1-0  | 1-3  | 1-0  | 2-0  | 2-3  | 1-3  | 2-1  | –––– | 2-0  | 1-1  | 2-1  | 1-1  | 1-0  |
| Spezia          | 0-0  | 2-0  | 2-2  | 0-2  | 2-1  | 0-0  | 3-1  | 1-3  | 1-1  | 1-4  | 2-1  | 0-0  | 2-2  | 1-0  | 0-1  | 2-1  | 1-0  | –––– | 2-2  | 0-1  | 2-1  | 2-0  |
| Ternana         | 1-1  | 1-3  | 1-2  | 1-0  | 0-2  | 2-1  | 2-3  | 1-0  | 1-1  | 1-0  | 1-1  | 5-0  | 2-1  | 1-2  | 1-0  | 2-1  | 2-2  | 1-2  | –––– | 0-2  | 2-0  | 1-1  |
| Trapani         | 1-1  | 3-4  | 0-1  | 0-1  | 0-1  | 1-2  | 1-0  | 0-0  | 3-0  | 1-1  | 2-0  | 2-1  | 2-1  | 0-1  | 2-2  | 4-0  | 0-2  | 1-1  | 2-1  | –––– | 1-1  | 1-0  |
| Varese          | 1-1  | 0-1  | 1-2  | 0-2  | 1-3  | 2-1  | 2-0  | 1-0  | 2-2  | 0-0  | 1-1  | 1-1  | 0-3  | 1-2  | 3-2  | 1-0  | 2-0  | 4-0  | 2-1  | 0-0  | –––– | 0-1  |
| Virtus Lanciano | 1-0  | 1-0  | 1-0  | 1-3  | 1-1  | 0-0  | 0-1  | 2-1  | 1-0  | 0-0  | 1-3  | 2-1  | 1-0  | 1-1  | 0-1  | 1-1  | 1-1  | 2-2  | 1-1  | 2-2  | 2-0  | –––– |

### Calendario
| andata (1ª) | andata (1ª) | 1ª giornata             | ritorno (22ª) | ritorno (22ª) |
|             |             |                         |               |               |
| 24 ago.     | 2-1         | Avellino-Novara         | 1-2           | 25 gen.       |
| 24 ago.     | 2-2         | Brescia-Virtus Lanciano | 0-1           | 25 gen.       |
| 26 ago.     | 1-0         | Cesena-Varese           | 3-1           | 25 gen.       |
| 24 ago.     | 3-1         | Empoli-Latina           | 1-2           | 25 gen.       |
| 24 ago.     | 1-1         | Modena-Palermo          | 0-0           | 25 gen.       |
| 24 ago.     | 0-2         | Padova-Trapani          | 1-2           | 24 gen.       |
| 24 ago.     | 3-0         | Pescara-Juve Stabia     | 1-2           | 25 gen.       |
| 23 ago.     | 0-0         | Reggina-Bari            | 1-0           | 25 gen.       |
| 24 ago.     | 5-2         | Siena-Crotone           | 0-0           | 27 gen.       |
| 24 ago.     | 0-0         | Spezia-Cittadella       | 2-1           | 25 gen.       |
| 24 ago.     | 1-0         | Ternana-Carpi           | 2-1           | 25 gen.       |

| andata (2ª) | andata (2ª) | 2ª giornata             | ritorno (23ª) | ritorno (23ª) |
|             |             |                         |               |               |
| 31 ago.     | 0-0         | Bari-Brescia            | 1-2           | 1º feb.       |
| 11 mar.     | 1-1         | Carpi-Padova            | 4-1           | 1º feb.       |
| 31 ago.     | 2-2         | Cittadella-Ternana      | 1-2           | 1º feb.       |
| 31 ago.     | 1-2         | Crotone-Cesena          | 0-1           | 1º feb.       |
| 31 ago.     | 1-2         | Juve Stabia-Spezia      | 1-1           | 1º feb.       |
| 31 ago.     | 1-1         | Latina-Avellino         | 1-1           | 31 gen.       |
| 31 ago.     | 2-1         | Novara-Siena            | 0-1           | 1º feb.       |
| 31 ago.     | 1-2         | Palermo-Empoli          | 1-1           | 3 feb.        |
| 2 set.      | 2-2         | Trapani-Pescara         | 1-0           | 1º feb.       |
| 31 ago.     | 1-1         | Varese-Modena           | 1-4           | 1º feb.       |
| 31 ago.     | 1-1         | Virtus Lanciano-Reggina | 0-1           | 1º feb.       |

| andata (1ª) | andata (1ª) | 1ª giornata             | ritorno (22ª) | ritorno (22ª) |
|             |             |                         |               |               |
| 24 ago.     | 2-1         | Avellino-Novara         | 1-2           | 25 gen.       |
| 24 ago.     | 2-2         | Brescia-Virtus Lanciano | 0-1           | 25 gen.       |
| 26 ago.     | 1-0         | Cesena-Varese           | 3-1           | 25 gen.       |
| 24 ago.     | 3-1         | Empoli-Latina           | 1-2           | 25 gen.       |
| 24 ago.     | 1-1         | Modena-Palermo          | 0-0           | 25 gen.       |
| 24 ago.     | 0-2         | Padova-Trapani          | 1-2           | 24 gen.       |
| 24 ago.     | 3-0         | Pescara-Juve Stabia     | 1-2           | 25 gen.       |
| 23 ago.     | 0-0         | Reggina-Bari            | 1-0           | 25 gen.       |
| 24 ago.     | 5-2         | Siena-Crotone           | 0-0           | 27 gen.       |
| 24 ago.     | 0-0         | Spezia-Cittadella       | 2-1           | 25 gen.       |
| 24 ago.     | 1-0         | Ternana-Carpi           | 2-1           | 25 gen.       |

| andata (2ª) | andata (2ª) | 2ª giornata             | ritorno (23ª) | ritorno (23ª) |
|             |             |                         |               |               |
| 31 ago.     | 0-0         | Bari-Brescia            | 1-2           | 1º feb.       |
| 11 mar.     | 1-1         | Carpi-Padova            | 4-1           | 1º feb.       |
| 31 ago.     | 2-2         | Cittadella-Ternana      | 1-2           | 1º feb.       |
| 31 ago.     | 1-2         | Crotone-Cesena          | 0-1           | 1º feb.       |
| 31 ago.     | 1-2         | Juve Stabia-Spezia      | 1-1           | 1º feb.       |
| 31 ago.     | 1-1         | Latina-Avellino         | 1-1           | 31 gen.       |
| 31 ago.     | 2-1         | Novara-Siena            | 0-1           | 1º feb.       |
| 31 ago.     | 1-2         | Palermo-Empoli          | 1-1           | 3 feb.        |
| 2 set.      | 2-2         | Trapani-Pescara         | 1-0           | 1º feb.       |
| 31 ago.     | 1-1         | Varese-Modena           | 1-4           | 1º feb.       |
| 31 ago.     | 1-1         | Virtus Lanciano-Reggina | 0-1           | 1º feb.       |

| andata (3ª) | andata (3ª) | 3ª giornata            | ritorno (24ª) | ritorno (24ª) |
|             |             |                        |               |               |
| 8 set.      | 1-0         | Avellino-Ternana       | 1-1           | 8 feb.        |
| 7 set.      | 1-1         | Brescia-Novara         | 2-1           | 10 feb.       |
| 8 set.      | 0-1         | Cesena-Virtus Lanciano | 1-1           | 7 feb.        |
| 8 set.      | 1-1         | Empoli-Trapani         | 0-0           | 8 feb.        |
| 8 set.      | 0-3         | Latina-Varese          | 0-0           | 8 feb.        |
| 8 set.      | 2-0         | Modena-Cittadella      | 1-0           | 8 feb.        |
| 8 set.      | 0-3         | Padova-Palermo         | 0-1           | 8 feb.        |
| 8 set.      | 2-2         | Pescara-Crotone        | 0-3           | 8 feb.        |
| 8 set.      | 3-1         | Reggina-Juve Stabia    | 1-1           | 8 feb.        |
| 8 set.      | 3-2         | Siena-Bari             | 1-2           | 8 feb.        |
| 7 set.      | 0-2         | Spezia-Carpi           | 1-1           | 8 feb.        |

| andata (4ª) | andata (4ª) | 4ª giornata              | ritorno (25ª) | ritorno (25ª) |
|             |             |                          |               |               |
| 14 set.     | 1-0         | Bari-Modena              | 0-4           | 16 feb.       |
| 14 set.     | 0-2         | Carpi-Empoli             | 1-1           | 15 feb.       |
| 14 set.     | 0-0         | Cittadella-Latina        | 0-1           | 15 feb.       |
| 14 set.     | 1-0         | Crotone-Spezia           | 1-3           | 15 feb.       |
| 14 set.     | 2-2         | Juve Stabia-Siena        | 0-1           | 15 feb.       |
| 14 set.     | 1-0         | Novara-Padova            | 0-1           | 15 feb.       |
| 13 set.     | 2-1         | Palermo-Cesena           | 0-0           | 15 feb.       |
| 16 set.     | 1-2         | Ternana-Brescia          | 1-1           | 15 feb.       |
| 14 set.     | 4-0         | Trapani-Reggina          | 1-1           | 15 feb.       |
| 14 set.     | 3-2         | Varese-Pescara           | 2-1           | 15 feb.       |
| 14 set.     | 1-0         | Virtus Lanciano-Avellino | 3-1           | 15 feb.       |

| andata (3ª) | andata (3ª) | 3ª giornata            | ritorno (24ª) | ritorno (24ª) |
|             |             |                        |               |               |
| 8 set.      | 1-0         | Avellino-Ternana       | 1-1           | 8 feb.        |
| 7 set.      | 1-1         | Brescia-Novara         | 2-1           | 10 feb.       |
| 8 set.      | 0-1         | Cesena-Virtus Lanciano | 1-1           | 7 feb.        |
| 8 set.      | 1-1         | Empoli-Trapani         | 0-0           | 8 feb.        |
| 8 set.      | 0-3         | Latina-Varese          | 0-0           | 8 feb.        |
| 8 set.      | 2-0         | Modena-Cittadella      | 1-0           | 8 feb.        |
| 8 set.      | 0-3         | Padova-Palermo         | 0-1           | 8 feb.        |
| 8 set.      | 2-2         | Pescara-Crotone        | 0-3           | 8 feb.        |
| 8 set.      | 3-1         | Reggina-Juve Stabia    | 1-1           | 8 feb.        |
| 8 set.      | 3-2         | Siena-Bari             | 1-2           | 8 feb.        |
| 7 set.      | 0-2         | Spezia-Carpi           | 1-1           | 8 feb.        |

| andata (4ª) | andata (4ª) | 4ª giornata              | ritorno (25ª) | ritorno (25ª) |
|             |             |                          |               |               |
| 14 set.     | 1-0         | Bari-Modena              | 0-4           | 16 feb.       |
| 14 set.     | 0-2         | Carpi-Empoli             | 1-1           | 15 feb.       |
| 14 set.     | 0-0         | Cittadella-Latina        | 0-1           | 15 feb.       |
| 14 set.     | 1-0         | Crotone-Spezia           | 1-3           | 15 feb.       |
| 14 set.     | 2-2         | Juve Stabia-Siena        | 0-1           | 15 feb.       |
| 14 set.     | 1-0         | Novara-Padova            | 0-1           | 15 feb.       |
| 13 set.     | 2-1         | Palermo-Cesena           | 0-0           | 15 feb.       |
| 16 set.     | 1-2         | Ternana-Brescia          | 1-1           | 15 feb.       |
| 14 set.     | 4-0         | Trapani-Reggina          | 1-1           | 15 feb.       |
| 14 set.     | 3-2         | Varese-Pescara           | 2-1           | 15 feb.       |
| 14 set.     | 1-0         | Virtus Lanciano-Avellino | 3-1           | 15 feb.       |

| andata (5ª) | andata (5ª) | 5ª giornata            | ritorno (26ª) | ritorno (26ª) |
|             |             |                        |               |               |
| 21 set.     | 1-1         | Avellino-Varese        | 1-1           | 22 feb.       |
| 21 set.     | 1-2         | Brescia-Crotone        | 0-1           | 21 feb.       |
| 21 set.     | 4-1         | Cesena-Carpi           | 2-1           | 22 feb.       |
| 21 set.     | 0-2         | Cittadella-Juve Stabia | 1-1           | 22 feb.       |
| 21 set.     | 3-1         | Empoli-Padova          | 1-0           | 22 feb.       |
| 20 set.     | 0-0         | Latina-Virtus Lanciano | 0-0           | 22 feb.       |
| 21 set.     | 3-1         | Modena-Trapani         | 0-2           | 22 feb.       |
| 21 set.     | 0-1         | Pescara-Bari           | 0-1           | 22 feb.       |
| 21 set.     | 1-1         | Reggina-Novara         | 0-1           | 22 feb.       |
| 21 set.     | 1-1         | Siena-Ternana          | 2-2           | 22 feb.       |
| 20 set.     | 1-0         | Spezia-Palermo         | 1-1           | 22 feb.       |

| andata (6ª) | andata (6ª) | 6ª giornata                 | ritorno (27ª) | ritorno (27ª) |
|             |             |                             |               |               |
| 24 set.     | 2-1         | Bari-Palermo                | 1-2           | 1º mar.       |
| 24 set.     | 0-0         | Carpi-Brescia               | 2-0           | 1º mar.       |
| 24 set.     | 3-1         | Crotone-Modena              | 0-2           | 1º mar.       |
| 24 set.     | 0-0         | Empoli-Siena                | 1-1           | 1º mar.       |
| 24 set.     | 0-1         | Juve Stabia-Virtus Lanciano | 0-1           | 1º mar.       |
| 24 set.     | 2-2         | Novara-Cittadella           | 2-2           | 1º mar.       |
| 24 set.     | 0-0         | Padova-Latina               | 0-3           | 28 feb.       |
| 24 set.     | 1-1         | Pescara-Avellino            | 1-1           | 1º mar.       |
| 24 set.     | 1-2         | Ternana-Spezia              | 2-2           | 1º mar.       |
| 24 set.     | 0-1         | Trapani-Cesena              | 2-2           | 1º mar.       |
| 24 set.     | 1-0         | Varese-Reggina              | 4-3           | 1º mar.       |

| andata (5ª) | andata (5ª) | 5ª giornata            | ritorno (26ª) | ritorno (26ª) |
|             |             |                        |               |               |
| 21 set.     | 1-1         | Avellino-Varese        | 1-1           | 22 feb.       |
| 21 set.     | 1-2         | Brescia-Crotone        | 0-1           | 21 feb.       |
| 21 set.     | 4-1         | Cesena-Carpi           | 2-1           | 22 feb.       |
| 21 set.     | 0-2         | Cittadella-Juve Stabia | 1-1           | 22 feb.       |
| 21 set.     | 3-1         | Empoli-Padova          | 1-0           | 22 feb.       |
| 20 set.     | 0-0         | Latina-Virtus Lanciano | 0-0           | 22 feb.       |
| 21 set.     | 3-1         | Modena-Trapani         | 0-2           | 22 feb.       |
| 21 set.     | 0-1         | Pescara-Bari           | 0-1           | 22 feb.       |
| 21 set.     | 1-1         | Reggina-Novara         | 0-1           | 22 feb.       |
| 21 set.     | 1-1         | Siena-Ternana          | 2-2           | 22 feb.       |
| 20 set.     | 1-0         | Spezia-Palermo         | 1-1           | 22 feb.       |

| andata (6ª) | andata (6ª) | 6ª giornata                 | ritorno (27ª) | ritorno (27ª) |
|             |             |                             |               |               |
| 24 set.     | 2-1         | Bari-Palermo                | 1-2           | 1º mar.       |
| 24 set.     | 0-0         | Carpi-Brescia               | 2-0           | 1º mar.       |
| 24 set.     | 3-1         | Crotone-Modena              | 0-2           | 1º mar.       |
| 24 set.     | 0-0         | Empoli-Siena                | 1-1           | 1º mar.       |
| 24 set.     | 0-1         | Juve Stabia-Virtus Lanciano | 0-1           | 1º mar.       |
| 24 set.     | 2-2         | Novara-Cittadella           | 2-2           | 1º mar.       |
| 24 set.     | 0-0         | Padova-Latina               | 0-3           | 28 feb.       |
| 24 set.     | 1-1         | Pescara-Avellino            | 1-1           | 1º mar.       |
| 24 set.     | 1-2         | Ternana-Spezia              | 2-2           | 1º mar.       |
| 24 set.     | 0-1         | Trapani-Cesena              | 2-2           | 1º mar.       |
| 24 set.     | 1-0         | Varese-Reggina              | 4-3           | 1º mar.       |

| andata (7ª) | andata (7ª) | 7ª giornata          | ritorno (28ª) | ritorno (28ª) |
|             |             |                      |               |               |
| 30 set.     | 1-0         | Avellino-Empoli      | 1-0           | 7 mar.        |
| 30 set.     | 1-1         | Cesena-Pescara       | 0-2           | 8 mar.        |
| 28 set.     | 1-0         | Cittadella-Crotone   | 0-2           | 8 mar.        |
| 28 set.     | 2-0         | Latina-Brescia       | 2-0           | 8 mar.        |
| 28 set.     | 3-1         | Modena-Padova        | 2-2           | 8 mar.        |
| 28 set.     | 3-0         | Palermo-Juve Stabia  | 3-0           | 10 mar.       |
| 28 set.     | 0-1         | Reggina-Carpi        | 3-0           | 8 mar.        |
| 28 set.     | 2-1         | Siena-Trapani        | 2-0           | 8 mar.        |
| 28 set.     | 0-0         | Spezia-Novara        | 0-2           | 8 mar.        |
| 28 set.     | 2-1         | Varese-Ternana       | 0-2           | 8 mar.        |
| 28 set.     | 1-0         | Virtus Lanciano-Bari | 0-1           | 8 mar.        |

| andata (8ª) | andata (8ª) | 8ª giornata            | ritorno (29ª) | ritorno (29ª) |
|             |             |                        |               |               |
| 5 ott.      | 1-0         | Avellino-Bari          | 0-1           | 15 mar.       |
| 5 ott.      | 1-1         | Brescia-Palermo        | 0-2           | 15 mar.       |
| 5 ott.      | 0-1         | Carpi-Cittadella       | 0-1           | 15 mar.       |
| 5 ott.      | 1-1         | Cesena-Siena           | 0-1           | 15 mar.       |
| 7 ott.      | 2-0         | Crotone-Reggina        | 4-1           | 15 mar.       |
| 5 ott.      | 2-1         | Empoli-Modena          | 0-0           | 15 mar.       |
| 5 ott.      | 0-3         | Novara-Virtus Lanciano | 1-2           | 15 mar.       |
| 4 ott.      | 3-2         | Padova-Varese          | 3-0           | 15 mar.       |
| 5 ott.      | 1-1         | Pescara-Spezia         | 1-0           | 14 mar.       |
| 5 ott.      | 1-1         | Ternana-Juve Stabia    | 3-2           | 15 mar.       |
| 5 ott.      | 1-1         | Trapani-Latina         | 1-0           | 15 mar.       |

| andata (7ª) | andata (7ª) | 7ª giornata          | ritorno (28ª) | ritorno (28ª) |
|             |             |                      |               |               |
| 30 set.     | 1-0         | Avellino-Empoli      | 1-0           | 7 mar.        |
| 30 set.     | 1-1         | Cesena-Pescara       | 0-2           | 8 mar.        |
| 28 set.     | 1-0         | Cittadella-Crotone   | 0-2           | 8 mar.        |
| 28 set.     | 2-0         | Latina-Brescia       | 2-0           | 8 mar.        |
| 28 set.     | 3-1         | Modena-Padova        | 2-2           | 8 mar.        |
| 28 set.     | 3-0         | Palermo-Juve Stabia  | 3-0           | 10 mar.       |
| 28 set.     | 0-1         | Reggina-Carpi        | 3-0           | 8 mar.        |
| 28 set.     | 2-1         | Siena-Trapani        | 2-0           | 8 mar.        |
| 28 set.     | 0-0         | Spezia-Novara        | 0-2           | 8 mar.        |
| 28 set.     | 2-1         | Varese-Ternana       | 0-2           | 8 mar.        |
| 28 set.     | 1-0         | Virtus Lanciano-Bari | 0-1           | 8 mar.        |

| andata (8ª) | andata (8ª) | 8ª giornata            | ritorno (29ª) | ritorno (29ª) |
|             |             |                        |               |               |
| 5 ott.      | 1-0         | Avellino-Bari          | 0-1           | 15 mar.       |
| 5 ott.      | 1-1         | Brescia-Palermo        | 0-2           | 15 mar.       |
| 5 ott.      | 0-1         | Carpi-Cittadella       | 0-1           | 15 mar.       |
| 5 ott.      | 1-1         | Cesena-Siena           | 0-1           | 15 mar.       |
| 7 ott.      | 2-0         | Crotone-Reggina        | 4-1           | 15 mar.       |
| 5 ott.      | 2-1         | Empoli-Modena          | 0-0           | 15 mar.       |
| 5 ott.      | 0-3         | Novara-Virtus Lanciano | 1-2           | 15 mar.       |
| 4 ott.      | 3-2         | Padova-Varese          | 3-0           | 15 mar.       |
| 5 ott.      | 1-1         | Pescara-Spezia         | 1-0           | 14 mar.       |
| 5 ott.      | 1-1         | Ternana-Juve Stabia    | 3-2           | 15 mar.       |
| 5 ott.      | 1-1         | Trapani-Latina         | 1-0           | 15 mar.       |

| andata (9ª) | andata (9ª) | 9ª giornata             | ritorno (30ª) | ritorno (30ª) |
|             |             |                         |               |               |
| 13 ott.     | 1-2         | Bari-Crotone            | 0-0           | 22 mar.       |
| 14 ott.     | 1-0         | Carpi-Novara            | 0-1           | 22 mar.       |
| 13 ott.     | 1-0         | Cittadella-Padova       | 4-0           | 22 mar.       |
| 13 ott.     | 0-2         | Juve Stabia-Cesena      | 0-1           | 22 mar.       |
| 13 ott.     | 0-0         | Latina-Modena           | 0-4           | 22 mar.       |
| 13 ott.     | 1-0         | Palermo-Pescara         | 2-1           | 22 mar.       |
| 12 ott.     | 2-1         | Reggina-Empoli          | 0-4           | 22 mar.       |
| 13 ott.     | 3-0         | Siena-Avellino          | 1-0           | 21 mar.       |
| 12 ott.     | 2-2         | Spezia-Brescia          | 2-0           | 22 mar.       |
| 13 ott.     | 0-0         | Varese-Trapani          | 1-1           | 21 mar.       |
| 13 ott.     | 1-1         | Virtus Lanciano-Ternana | 1-1           | 22 mar.       |

| andata (10ª) | andata (10ª) | 10ª giornata            | ritorno (31ª) | ritorno (31ª) |
|              |              |                         |               |               |
| 19 ott.      | 4-1          | Avellino-Carpi          | 1-1           | 25 mar.       |
| 19 ott.      | 4-1          | Brescia-Cittadella      | 1-0           | 25 mar.       |
| 18 ott.      | 2-1          | Cesena-Bari             | 0-0           | 25 mar.       |
| 19 ott.      | 1-2          | Crotone-Virtus Lanciano | 1-0           | 25 mar.       |
| 19 ott.      | 2-0          | Empoli-Varese           | 0-1           | 25 mar.       |
| 19 ott.      | 3-0          | Modena-Reggina          | 2-2           | 25 mar.       |
| 19 ott.      | 2-1          | Padova-Juve Stabia      | 1-1           | 25 mar.       |
| 19 ott.      | 0-1          | Pescara-Latina          | 2-0           | 25 mar.       |
| 21 ott.      | 2-3          | Siena-Palermo           | 1-1           | 25 mar.       |
| 19 ott.      | 5-0          | Ternana-Novara          | 1-1           | 25 mar.       |
| 19 ott.      | 1-1          | Trapani-Spezia          | 1-0           | 25 mar.       |

| andata (9ª) | andata (9ª) | 9ª giornata             | ritorno (30ª) | ritorno (30ª) |
|             |             |                         |               |               |
| 13 ott.     | 1-2         | Bari-Crotone            | 0-0           | 22 mar.       |
| 14 ott.     | 1-0         | Carpi-Novara            | 0-1           | 22 mar.       |
| 13 ott.     | 1-0         | Cittadella-Padova       | 4-0           | 22 mar.       |
| 13 ott.     | 0-2         | Juve Stabia-Cesena      | 0-1           | 22 mar.       |
| 13 ott.     | 0-0         | Latina-Modena           | 0-4           | 22 mar.       |
| 13 ott.     | 1-0         | Palermo-Pescara         | 2-1           | 22 mar.       |
| 12 ott.     | 2-1         | Reggina-Empoli          | 0-4           | 22 mar.       |
| 13 ott.     | 3-0         | Siena-Avellino          | 1-0           | 21 mar.       |
| 12 ott.     | 2-2         | Spezia-Brescia          | 2-0           | 22 mar.       |
| 13 ott.     | 0-0         | Varese-Trapani          | 1-1           | 21 mar.       |
| 13 ott.     | 1-1         | Virtus Lanciano-Ternana | 1-1           | 22 mar.       |

| andata (10ª) | andata (10ª) | 10ª giornata            | ritorno (31ª) | ritorno (31ª) |
|              |              |                         |               |               |
| 19 ott.      | 4-1          | Avellino-Carpi          | 1-1           | 25 mar.       |
| 19 ott.      | 4-1          | Brescia-Cittadella      | 1-0           | 25 mar.       |
| 18 ott.      | 2-1          | Cesena-Bari             | 0-0           | 25 mar.       |
| 19 ott.      | 1-2          | Crotone-Virtus Lanciano | 1-0           | 25 mar.       |
| 19 ott.      | 2-0          | Empoli-Varese           | 0-1           | 25 mar.       |
| 19 ott.      | 3-0          | Modena-Reggina          | 2-2           | 25 mar.       |
| 19 ott.      | 2-1          | Padova-Juve Stabia      | 1-1           | 25 mar.       |
| 19 ott.      | 0-1          | Pescara-Latina          | 2-0           | 25 mar.       |
| 21 ott.      | 2-3          | Siena-Palermo           | 1-1           | 25 mar.       |
| 19 ott.      | 5-0          | Ternana-Novara          | 1-1           | 25 mar.       |
| 19 ott.      | 1-1          | Trapani-Spezia          | 1-0           | 25 mar.       |

| andata (11ª) | andata (11ª) | 11ª giornata           | ritorno (32ª) | ritorno (32ª) |
|              |              |                        |               |               |
| 26 ott.      | 1-1          | Bari-Trapani           | 4-3           | 29 mar.       |
| 26 ott.      | 2-2          | Brescia-Siena          | 1-2           | 29 mar.       |
| 26 ott.      | 1-1          | Carpi-Latina           | 0-1           | 29 mar.       |
| 29 ott.      | 1-2          | Cittadella-Avellino    | 0-1           | 29 mar.       |
| 26 ott.      | 0-2          | Juve Stabia-Empoli     | 1-2           | 29 mar.       |
| 28 ott.      | 1-1          | Novara-Cesena          | 0-2           | 29 mar.       |
| 26 ott.      | 0-0          | Palermo-Varese         | 2-1           | 29 mar.       |
| 25 ott.      | 2-3          | Reggina-Pescara        | 2-2           | 29 mar.       |
| 26 ott.      | 2-1          | Spezia-Modena          | 0-0           | 29 mar.       |
| 26 ott.      | 2-3          | Ternana-Crotone        | 1-1           | 30 mar.       |
| 26 ott.      | 1-0          | Virtus Lanciano-Padova | 1-5           | 29 mar.       |

| andata (12ª) | andata (12ª) | 12ª giornata           | ritorno (33ª) | ritorno (33ª) |
|              |              |                        |               |               |
| 3 nov.       | 0-2          | Avellino-Palermo       | 0-2           | 4 apr.        |
| 1º nov.      | 1-1          | Cesena-Ternana         | 2-0           | 5 apr.        |
| 1º nov.      | 2-2          | Crotone-Novara         | 1-1           | 5 apr.        |
| 1º nov.      | 1-1          | Empoli-Bari            | 0-3           | 6 apr.        |
| 1º nov.      | 1-0          | Latina-Reggina         | 1-0           | 5 apr.        |
| 1º nov.      | 1-0          | Modena-Virtus Lanciano | 3-1           | 5 apr.        |
| 1º nov.      | 1-0          | Padova-Spezia          | 2-2           | 5 apr.        |
| 1º nov.      | 3-3          | Pescara-Brescia        | 0-3           | 5 apr.        |
| 2 nov.       | 1-1          | Siena-Cittadella       | 0-1           | 5 apr.        |
| 1º nov.      | 0-1          | Trapani-Carpi          | 2-3           | 5 apr.        |
| 1º nov.      | 2-2          | Varese-Juve Stabia     | 4-2           | 5 apr.        |

| andata (11ª) | andata (11ª) | 11ª giornata           | ritorno (32ª) | ritorno (32ª) |
|              |              |                        |               |               |
| 26 ott.      | 1-1          | Bari-Trapani           | 4-3           | 29 mar.       |
| 26 ott.      | 2-2          | Brescia-Siena          | 1-2           | 29 mar.       |
| 26 ott.      | 1-1          | Carpi-Latina           | 0-1           | 29 mar.       |
| 29 ott.      | 1-2          | Cittadella-Avellino    | 0-1           | 29 mar.       |
| 26 ott.      | 0-2          | Juve Stabia-Empoli     | 1-2           | 29 mar.       |
| 28 ott.      | 1-1          | Novara-Cesena          | 0-2           | 29 mar.       |
| 26 ott.      | 0-0          | Palermo-Varese         | 2-1           | 29 mar.       |
| 25 ott.      | 2-3          | Reggina-Pescara        | 2-2           | 29 mar.       |
| 26 ott.      | 2-1          | Spezia-Modena          | 0-0           | 29 mar.       |
| 26 ott.      | 2-3          | Ternana-Crotone        | 1-1           | 30 mar.       |
| 26 ott.      | 1-0          | Virtus Lanciano-Padova | 1-5           | 29 mar.       |

| andata (12ª) | andata (12ª) | 12ª giornata           | ritorno (33ª) | ritorno (33ª) |
|              |              |                        |               |               |
| 3 nov.       | 0-2          | Avellino-Palermo       | 0-2           | 4 apr.        |
| 1º nov.      | 1-1          | Cesena-Ternana         | 2-0           | 5 apr.        |
| 1º nov.      | 2-2          | Crotone-Novara         | 1-1           | 5 apr.        |
| 1º nov.      | 1-1          | Empoli-Bari            | 0-3           | 6 apr.        |
| 1º nov.      | 1-0          | Latina-Reggina         | 1-0           | 5 apr.        |
| 1º nov.      | 1-0          | Modena-Virtus Lanciano | 3-1           | 5 apr.        |
| 1º nov.      | 1-0          | Padova-Spezia          | 2-2           | 5 apr.        |
| 1º nov.      | 3-3          | Pescara-Brescia        | 0-3           | 5 apr.        |
| 2 nov.       | 1-1          | Siena-Cittadella       | 0-1           | 5 apr.        |
| 1º nov.      | 0-1          | Trapani-Carpi          | 2-3           | 5 apr.        |
| 1º nov.      | 2-2          | Varese-Juve Stabia     | 4-2           | 5 apr.        |

| andata (13ª) | andata (13ª) | 13ª giornata          | ritorno (34ª) | ritorno (34ª) |
|              |              |                       |               |               |
| 9 nov.       | 2-1          | Bari-Varese           | 1-0           | 12 apr.       |
| 9 nov.       | 0-2          | Brescia-Avellino      | 1-0           | 12 apr.       |
| 9 nov.       | 1-2          | Carpi-Crotone         | 0-0           | 12 apr.       |
| 9 nov.       | 0-1          | Cittadella-Pescara    | 1-1           | 12 apr.       |
| 9 nov.       | 1-1          | Juve Stabia-Modena    | 2-4           | 12 apr.       |
| 9 nov.       | 2-2          | Novara-Latina         | 1-4           | 12 apr.       |
| 9 nov.       | 3-0          | Palermo-Trapani       | 1-0           | 12 apr.       |
| 9 nov.       | 2-1          | Reggina-Padova        | 2-2           | 13 apr.       |
| 8 nov.       | 2-1          | Spezia-Cesena         | 2-0           | 11 apr.       |
| 11 nov.      | 1-0          | Ternana-Empoli        | 0-1           | 12 apr.       |
| 9 nov.       | 1-1          | Virtus Lanciano-Siena | 0-1           | 12 apr.       |

| andata (14ª) | andata (14ª) | 14ª giornata           | ritorno (35ª) | ritorno (35ª) |
|              |              |                        |               |               |
| 17 nov.      | 2-1          | Avellino-Juve Stabia   | 2-2           | 17 apr.       |
| 17 nov.      | 2-2          | Cesena-Cittadella      | 0-1           | 17 apr.       |
| 17 nov.      | 3-0          | Empoli-Virtus Lanciano | 1-2           | 17 apr.       |
| 17 nov.      | 1-0          | Latina-Bari            | 1-0           | 17 apr.       |
| 17 nov.      | 2-3          | Modena-Carpi           | 2-2           | 17 apr.       |
| 16 nov.      | 0-0          | Padova-Brescia         | 3-1           | 17 apr.       |
| 17 nov.      | 2-1          | Pescara-Ternana        | 0-1           | 17 apr.       |
| 16 nov.      | 0-2          | Reggina-Palermo        | 0-1           | 17 apr.       |
| 17 nov.      | 2-0          | Siena-Spezia           | 0-1           | 17 apr.       |
| 17 nov.      | 2-1          | Trapani-Novara         | 1-3           | 17 apr.       |
| 17 nov.      | 2-0          | Varese-Crotone         | 2-3           | 17 apr.       |

| andata (13ª) | andata (13ª) | 13ª giornata          | ritorno (34ª) | ritorno (34ª) |
|              |              |                       |               |               |
| 9 nov.       | 2-1          | Bari-Varese           | 1-0           | 12 apr.       |
| 9 nov.       | 0-2          | Brescia-Avellino      | 1-0           | 12 apr.       |
| 9 nov.       | 1-2          | Carpi-Crotone         | 0-0           | 12 apr.       |
| 9 nov.       | 0-1          | Cittadella-Pescara    | 1-1           | 12 apr.       |
| 9 nov.       | 1-1          | Juve Stabia-Modena    | 2-4           | 12 apr.       |
| 9 nov.       | 2-2          | Novara-Latina         | 1-4           | 12 apr.       |
| 9 nov.       | 3-0          | Palermo-Trapani       | 1-0           | 12 apr.       |
| 9 nov.       | 2-1          | Reggina-Padova        | 2-2           | 13 apr.       |
| 8 nov.       | 2-1          | Spezia-Cesena         | 2-0           | 11 apr.       |
| 11 nov.      | 1-0          | Ternana-Empoli        | 0-1           | 12 apr.       |
| 9 nov.       | 1-1          | Virtus Lanciano-Siena | 0-1           | 12 apr.       |

| andata (14ª) | andata (14ª) | 14ª giornata           | ritorno (35ª) | ritorno (35ª) |
|              |              |                        |               |               |
| 17 nov.      | 2-1          | Avellino-Juve Stabia   | 2-2           | 17 apr.       |
| 17 nov.      | 2-2          | Cesena-Cittadella      | 0-1           | 17 apr.       |
| 17 nov.      | 3-0          | Empoli-Virtus Lanciano | 1-2           | 17 apr.       |
| 17 nov.      | 1-0          | Latina-Bari            | 1-0           | 17 apr.       |
| 17 nov.      | 2-3          | Modena-Carpi           | 2-2           | 17 apr.       |
| 16 nov.      | 0-0          | Padova-Brescia         | 3-1           | 17 apr.       |
| 17 nov.      | 2-1          | Pescara-Ternana        | 0-1           | 17 apr.       |
| 16 nov.      | 0-2          | Reggina-Palermo        | 0-1           | 17 apr.       |
| 17 nov.      | 2-0          | Siena-Spezia           | 0-1           | 17 apr.       |
| 17 nov.      | 2-1          | Trapani-Novara         | 1-3           | 17 apr.       |
| 17 nov.      | 2-0          | Varese-Crotone         | 2-3           | 17 apr.       |

| andata (15ª) | andata (15ª) | 15ª giornata           | ritorno (36ª) | ritorno (36ª) |
|              |              |                        |               |               |
| 23 nov.      | 2-2          | Bari-Padova            | 2-1           | 26 apr.       |
| 23 nov.      | 0-0          | Brescia-Cesena         | 3-0           | 26 apr.       |
| 24 nov.      | 0-1          | Carpi-Siena            | 0-0           | 26 apr.       |
| 23 nov.      | 0-0          | Cittadella-Reggina     | 1-0           | 26 apr.       |
| 23 nov.      | 3-2          | Crotone-Avellino       | 0-2           | 26 apr.       |
| 23 nov.      | 2-3          | Juve Stabia-Trapani    | 0-3           | 26 apr.       |
| 22 nov.      | 0-0          | Novara-Pescara         | 0-0           | 25 apr.       |
| 24 nov.      | 1-2          | Palermo-Latina         | 3-1           | 26 apr.       |
| 23 nov.      | 1-3          | Spezia-Empoli          | 0-2           | 26 apr.       |
| 23 nov.      | 1-1          | Ternana-Modena         | 3-3           | 25 apr.       |
| 23 nov.      | 2-0          | Virtus Lanciano-Varese | 1-0           | 26 apr.       |

| andata (16ª) | andata (16ª) | 16ª giornata            | ritorno (37ª) | ritorno (37ª) |
|              |              |                         |               |               |
| 30 nov.      | 0-0          | Avellino-Cesena         | 0-2           | 3 mag.        |
| 2 dic.       | 2-1          | Bari-Ternana            | 3-1           | 3 mag.        |
| 29 nov.      | 2-2          | Empoli-Brescia          | 3-1           | 3 mag.        |
| 30 nov.      | 1-0          | Latina-Juve Stabia      | 1-1           | 3 mag.        |
| 30 nov.      | 1-1          | Modena-Siena            | 3-1           | 3 mag.        |
| 30 nov.      | 0-0          | Padova-Crotone          | 1-2           | 3 mag.        |
| 30 nov.      | 2-1          | Palermo-Novara          | 1-0           | 3 mag.        |
| 30 nov.      | 4-2          | Pescara-Carpi           | 0-2           | 3 mag.        |
| 30 nov.      | 1-2          | Reggina-Spezia          | 1-2           | 2 mag.        |
| 30 nov.      | 1-0          | Trapani-Virtus Lanciano | 2-2           | 3 mag.        |
| 30 nov.      | 2-1          | Varese-Cittadella       | 1-5           | 3 mag.        |

| andata (15ª) | andata (15ª) | 15ª giornata           | ritorno (36ª) | ritorno (36ª) |
|              |              |                        |               |               |
| 23 nov.      | 2-2          | Bari-Padova            | 2-1           | 26 apr.       |
| 23 nov.      | 0-0          | Brescia-Cesena         | 3-0           | 26 apr.       |
| 24 nov.      | 0-1          | Carpi-Siena            | 0-0           | 26 apr.       |
| 23 nov.      | 0-0          | Cittadella-Reggina     | 1-0           | 26 apr.       |
| 23 nov.      | 3-2          | Crotone-Avellino       | 0-2           | 26 apr.       |
| 23 nov.      | 2-3          | Juve Stabia-Trapani    | 0-3           | 26 apr.       |
| 22 nov.      | 0-0          | Novara-Pescara         | 0-0           | 25 apr.       |
| 24 nov.      | 1-2          | Palermo-Latina         | 3-1           | 26 apr.       |
| 23 nov.      | 1-3          | Spezia-Empoli          | 0-2           | 26 apr.       |
| 23 nov.      | 1-1          | Ternana-Modena         | 3-3           | 25 apr.       |
| 23 nov.      | 2-0          | Virtus Lanciano-Varese | 1-0           | 26 apr.       |

| andata (16ª) | andata (16ª) | 16ª giornata            | ritorno (37ª) | ritorno (37ª) |
|              |              |                         |               |               |
| 30 nov.      | 0-0          | Avellino-Cesena         | 0-2           | 3 mag.        |
| 2 dic.       | 2-1          | Bari-Ternana            | 3-1           | 3 mag.        |
| 29 nov.      | 2-2          | Empoli-Brescia          | 3-1           | 3 mag.        |
| 30 nov.      | 1-0          | Latina-Juve Stabia      | 1-1           | 3 mag.        |
| 30 nov.      | 1-1          | Modena-Siena            | 3-1           | 3 mag.        |
| 30 nov.      | 0-0          | Padova-Crotone          | 1-2           | 3 mag.        |
| 30 nov.      | 2-1          | Palermo-Novara          | 1-0           | 3 mag.        |
| 30 nov.      | 4-2          | Pescara-Carpi           | 0-2           | 3 mag.        |
| 30 nov.      | 1-2          | Reggina-Spezia          | 1-2           | 2 mag.        |
| 30 nov.      | 1-0          | Trapani-Virtus Lanciano | 2-2           | 3 mag.        |
| 30 nov.      | 2-1          | Varese-Cittadella       | 1-5           | 3 mag.        |

| andata (17ª) | andata (17ª) | 17ª giornata            | ritorno (38ª) | ritorno (38ª) |
|              |              |                         |               |               |
| 7 dic.       | 2-1          | Brescia-Reggina         | 1-1           | 10 mag.       |
| 7 dic.       | 1-0          | Carpi-Varese            | 2-0           | 10 mag.       |
| 6 dic.       | 0-1          | Cesena-Padova           | 1-0           | 9 mag.        |
| 7 dic.       | 2-2          | Cittadella-Trapani      | 2-1           | 10 mag.       |
| 7 dic.       | 1-1          | Crotone-Empoli          | 1-3           | 9 mag.        |
| 7 dic.       | 1-1          | Juve Stabia-Bari        | 0-3           | 10 mag.       |
| 7 dic.       | 1-0          | Novara-Modena           | 1-3           | 10 mag.       |
| 7 dic.       | 1-3          | Siena-Pescara           | 0-1           | 10 mag.       |
| 9 dic.       | 0-0          | Spezia-Avellino         | 0-2           | 10 mag.       |
| 7 dic.       | 1-0          | Ternana-Latina          | 0-2           | 10 mag.       |
| 7 dic.       | 1-1          | Virtus Lanciano-Palermo | 1-1           | 10 mag.       |

| andata (18ª) | andata (18ª) | 18ª giornata            | ritorno (39ª) | ritorno (39ª) |
|              |              |                         |               |               |
| 14 dic.      | 2-2          | Bari-Carpi              | 2-1           | 13 mag.       |
| 14 dic.      | 0-0          | Empoli-Cesena           | 0-1           | 13 mag.       |
| 14 dic.      | 1-2          | Juve Stabia-Novara      | 0-2           | 13 mag.       |
| 14 dic.      | 2-3          | Latina-Crotone          | 1-0           | 13 mag.       |
| 14 dic.      | 0-1          | Modena-Brescia          | 1-0           | 13 mag.       |
| 14 dic.      | 1-1          | Padova-Ternana          | 1-2           | 13 mag.       |
| 14 dic.      | 3-1          | Palermo-Cittadella      | 2-0           | 13 mag.       |
| 13 dic.      | 0-2          | Reggina-Siena           | 1-2           | 13 mag.       |
| 14 dic.      | 1-1          | Trapani-Avellino        | 3-3           | 13 mag.       |
| 14 dic.      | 4-0          | Varese-Spezia           | 1-2           | 13 mag.       |
| 15 dic.      | 0-1          | Virtus Lanciano-Pescara | 2-2           | 13 mag.       |

| andata (17ª) | andata (17ª) | 17ª giornata            | ritorno (38ª) | ritorno (38ª) |
|              |              |                         |               |               |
| 7 dic.       | 2-1          | Brescia-Reggina         | 1-1           | 10 mag.       |
| 7 dic.       | 1-0          | Carpi-Varese            | 2-0           | 10 mag.       |
| 6 dic.       | 0-1          | Cesena-Padova           | 1-0           | 9 mag.        |
| 7 dic.       | 2-2          | Cittadella-Trapani      | 2-1           | 10 mag.       |
| 7 dic.       | 1-1          | Crotone-Empoli          | 1-3           | 9 mag.        |
| 7 dic.       | 1-1          | Juve Stabia-Bari        | 0-3           | 10 mag.       |
| 7 dic.       | 1-0          | Novara-Modena           | 1-3           | 10 mag.       |
| 7 dic.       | 1-3          | Siena-Pescara           | 0-1           | 10 mag.       |
| 9 dic.       | 0-0          | Spezia-Avellino         | 0-2           | 10 mag.       |
| 7 dic.       | 1-0          | Ternana-Latina          | 0-2           | 10 mag.       |
| 7 dic.       | 1-1          | Virtus Lanciano-Palermo | 1-1           | 10 mag.       |

| andata (18ª) | andata (18ª) | 18ª giornata            | ritorno (39ª) | ritorno (39ª) |
|              |              |                         |               |               |
| 14 dic.      | 2-2          | Bari-Carpi              | 2-1           | 13 mag.       |
| 14 dic.      | 0-0          | Empoli-Cesena           | 0-1           | 13 mag.       |
| 14 dic.      | 1-2          | Juve Stabia-Novara      | 0-2           | 13 mag.       |
| 14 dic.      | 2-3          | Latina-Crotone          | 1-0           | 13 mag.       |
| 14 dic.      | 0-1          | Modena-Brescia          | 1-0           | 13 mag.       |
| 14 dic.      | 1-1          | Padova-Ternana          | 1-2           | 13 mag.       |
| 14 dic.      | 3-1          | Palermo-Cittadella      | 2-0           | 13 mag.       |
| 13 dic.      | 0-2          | Reggina-Siena           | 1-2           | 13 mag.       |
| 14 dic.      | 1-1          | Trapani-Avellino        | 3-3           | 13 mag.       |
| 14 dic.      | 4-0          | Varese-Spezia           | 1-2           | 13 mag.       |
| 15 dic.      | 0-1          | Virtus Lanciano-Pescara | 2-2           | 13 mag.       |

| andata (19ª) | andata (19ª) | 19ª giornata           | ritorno (40ª) | ritorno (40ª) |
|              |              |                        |               |               |
| 22 dic.      | 2-1          | Avellino-Modena        | 0-1           | 17 mag.       |
| 21 dic.      | 4-2          | Brescia-Varese         | 2-1           | 17 mag.       |
| 21 dic.      | 1-0          | Carpi-Palermo          | 2-1           | 17 mag.       |
| 21 dic.      | 3-1          | Cesena-Reggina         | 2-1           | 17 mag.       |
| 21 dic.      | 1-1          | Cittadella-Bari        | 0-1           | 19 mag.       |
| 21 dic.      | 1-1          | Crotone-Juve Stabia    | 2-2           | 17 mag.       |
| 21 dic.      | 0-1          | Novara-Empoli          | 1-3           | 17 mag.       |
| 20 dic.      | 1-0          | Pescara-Padova         | 1-2           | 17 mag.       |
| 21 dic.      | 1-0          | Siena-Latina           | 3-0           | 19 mag.       |
| 21 dic.      | 2-0          | Spezia-Virtus Lanciano | 2-2           | 17 mag.       |
| 20 dic.      | 0-2          | Ternana-Trapani        | 1-2           | 17 mag.       |

| andata (20ª) | andata (20ª) | 20ª giornata          | ritorno (41ª) | ritorno (41ª) |
|              |              |                       |               |               |
| 26 dic.      | 1-2          | Bari-Spezia           | 0-2           | 25 mag.       |
| 26 dic.      | 0-1          | Empoli-Cittadella     | 2-2           | 25 mag.       |
| 26 dic.      | 1-2          | Juve Stabia-Brescia   | 1-4           | 25 mag.       |
| 26 dic.      | 0-0          | Latina-Cesena         | 3-1           | 25 mag.       |
| 26 dic.      | 0-1          | Modena-Pescara        | 2-2           | 25 mag.       |
| 26 dic.      | 2-2          | Padova-Siena          | 0-2           | 25 mag.       |
| 26 dic.      | 1-0          | Palermo-Ternana       | 2-1           | 25 mag.       |
| 26 dic.      | 1-1          | Reggina-Avellino      | 0-3           | 25 mag.       |
| 26 dic.      | 1-0          | Trapani-Crotone       | 1-2           | 25 mag.       |
| 19 gen.      | 1-1          | Varese-Novara         | 0-0           | 24 mag.       |
| 26 dic.      | 1-3          | Virtus Lanciano-Carpi | 2-2           | 25 mag.       |

| andata (19ª) | andata (19ª) | 19ª giornata           | ritorno (40ª) | ritorno (40ª) |
|              |              |                        |               |               |
| 22 dic.      | 2-1          | Avellino-Modena        | 0-1           | 17 mag.       |
| 21 dic.      | 4-2          | Brescia-Varese         | 2-1           | 17 mag.       |
| 21 dic.      | 1-0          | Carpi-Palermo          | 2-1           | 17 mag.       |
| 21 dic.      | 3-1          | Cesena-Reggina         | 2-1           | 17 mag.       |
| 21 dic.      | 1-1          | Cittadella-Bari        | 0-1           | 19 mag.       |
| 21 dic.      | 1-1          | Crotone-Juve Stabia    | 2-2           | 17 mag.       |
| 21 dic.      | 0-1          | Novara-Empoli          | 1-3           | 17 mag.       |
| 20 dic.      | 1-0          | Pescara-Padova         | 1-2           | 17 mag.       |
| 21 dic.      | 1-0          | Siena-Latina           | 3-0           | 19 mag.       |
| 21 dic.      | 2-0          | Spezia-Virtus Lanciano | 2-2           | 17 mag.       |
| 20 dic.      | 0-2          | Ternana-Trapani        | 1-2           | 17 mag.       |

| andata (20ª) | andata (20ª) | 20ª giornata          | ritorno (41ª) | ritorno (41ª) |
|              |              |                       |               |               |
| 26 dic.      | 1-2          | Bari-Spezia           | 0-2           | 25 mag.       |
| 26 dic.      | 0-1          | Empoli-Cittadella     | 2-2           | 25 mag.       |
| 26 dic.      | 1-2          | Juve Stabia-Brescia   | 1-4           | 25 mag.       |
| 26 dic.      | 0-0          | Latina-Cesena         | 3-1           | 25 mag.       |
| 26 dic.      | 0-1          | Modena-Pescara        | 2-2           | 25 mag.       |
| 26 dic.      | 2-2          | Padova-Siena          | 0-2           | 25 mag.       |
| 26 dic.      | 1-0          | Palermo-Ternana       | 2-1           | 25 mag.       |
| 26 dic.      | 1-1          | Reggina-Avellino      | 0-3           | 25 mag.       |
| 26 dic.      | 1-0          | Trapani-Crotone       | 1-2           | 25 mag.       |
| 19 gen.      | 1-1          | Varese-Novara         | 0-0           | 24 mag.       |
| 26 dic.      | 1-3          | Virtus Lanciano-Carpi | 2-2           | 25 mag.       |

| \| andata (21ª) \| andata (21ª) \| 21ª giornata \| ritorno (42ª) \| ritorno (42ª) \| \| \| \| \| \| \| \| 29 dic. \| 2-1 \| Avellino-Padova \| 1-2 \| 30 mag. \| \| 29 dic. \| 3-3 \| Brescia-Trapani \| 1-0 \| 30 mag. \| \| 29 dic. \| 1-0 \| Carpi-Juve Stabia \| 2-0 \| 30 mag. \| \| 29 dic. \| 1-1 \| Cesena-Modena \| 0-0 \| 30 mag. \| \| 29 dic. \| 1-2 \| Cittadella-Virtus Lanciano \| 0-0 \| 30 mag. \| \| 29 dic. \| 1-2 \| Crotone-Palermo \| 0-0 \| 30 mag. \| \| 29 dic. \| 0-1 \| Novara-Bari \| 1-4 \| 30 mag. \| \| 29 dic. \| 1-2 \| Pescara-Empoli \| 0-2 \| 30 mag. \| \| 29 dic. \| 1-1 \| Siena-Varese \| 0-2 \| 30 mag. \| \| 29 dic. \| 1-4 \| Spezia-Latina \| 0-0 \| 30 mag. \| \| 29 dic. \| 2-1 \| Ternana-Reggina \| 2-1 \| 30 mag. \| |              |                            |               |               |
| andata (21ª) | andata (21ª) | 21ª giornata               | ritorno (42ª) | ritorno (42ª) |
| |              |                            |               |               |
| 29 dic. | 2-1          | Avellino-Padova            | 1-2           | 30 mag.       |
| 29 dic. | 3-3          | Brescia-Trapani            | 1-0           | 30 mag.       |
| 29 dic. | 1-0          | Carpi-Juve Stabia          | 2-0           | 30 mag.       |
| 29 dic. | 1-1          | Cesena-Modena              | 0-0           | 30 mag.       |
| 29 dic. | 1-2          | Cittadella-Virtus Lanciano | 0-0           | 30 mag.       |
| 29 dic. | 1-2          | Crotone-Palermo            | 0-0           | 30 mag.       |
| 29 dic. | 0-1          | Novara-Bari                | 1-4           | 30 mag.       |
| 29 dic. | 1-2          | Pescara-Empoli             | 0-2           | 30 mag.       |
| 29 dic. | 1-1          | Siena-Varese               | 0-2           | 30 mag.       |
| 29 dic. | 1-4          | Spezia-Latina              | 0-0           | 30 mag.       |
| 29 dic. | 2-1          | Ternana-Reggina            | 2-1           | 30 mag.       |

| andata (21ª) | andata (21ª) | 21ª giornata               | ritorno (42ª) | ritorno (42ª) |
|              |              |                            |               |               |
| 29 dic.      | 2-1          | Avellino-Padova            | 1-2           | 30 mag.       |
| 29 dic.      | 3-3          | Brescia-Trapani            | 1-0           | 30 mag.       |
| 29 dic.      | 1-0          | Carpi-Juve Stabia          | 2-0           | 30 mag.       |
| 29 dic.      | 1-1          | Cesena-Modena              | 0-0           | 30 mag.       |
| 29 dic.      | 1-2          | Cittadella-Virtus Lanciano | 0-0           | 30 mag.       |
| 29 dic.      | 1-2          | Crotone-Palermo            | 0-0           | 30 mag.       |
| 29 dic.      | 0-1          | Novara-Bari                | 1-4           | 30 mag.       |
| 29 dic.      | 1-2          | Pescara-Empoli             | 0-2           | 30 mag.       |
| 29 dic.      | 1-1          | Siena-Varese               | 0-2           | 30 mag.       |
| 29 dic.      | 1-4          | Spezia-Latina              | 0-0           | 30 mag.       |
| 29 dic.      | 2-1          | Ternana-Reggina            | 2-1           | 30 mag.       |

## Spareggi

### Play-off

#### Turno preliminare
|         | Risultati |        | Luogo e data           |
| ------- | --------- | ------ | ---------------------- |
| Crotone | 0-3       | Bari   | Crotone, 3 giugno 2014 |
| Modena  | 1-0       | Spezia | Modena, 3 giugno 2014  |
|         |           |        |                        |

#### Tabellone (dalle semifinali)
|  | Semifinali | Semifinali | Semifinali | Semifinali | Semifinali |  |  | Finale | Finale | Finale | Finale | Finale |  |
|  |            |            |            |            |            |  |  |        |        |        |        |        |  |
|  | 5          | Modena     | 0          | 1          | 1          |  |  |        |        |        |        |        |  |
|  | 4          | Cesena     | 1          | 1          | 2          |  |  | 4      | Cesena | 2      | 2      | 4      |  |
|  | 7          | Bari       | 2          | 2          | 4          |  |  | 3      | Latina | 1      | 1      | 2      |  |
|  | 3          | Latina     | 2          | 2          | 4          |  |  |        |        |        |        |        |  |

#### Semifinali
|        | Risultati |        | Luogo e data           |
| ------ | --------- | ------ | ---------------------- |
| Modena | 0-1       | Cesena | Modena, 8 giugno 2014  |
| Cesena | 1-1       | Modena | Cesena, 11 giugno 2014 |
|        |           |        |                        |
| Bari   | 2-2       | Latina | Bari, 8 giugno 2014    |
| Latina | 2-2       | Bari   | Latina, 11 giugno 2014 |
|        |           |        |                        |

#### Finali
|        | Risultati |        | Luogo e data           |
| ------ | --------- | ------ | ---------------------- |
| Cesena | 2-1       | Latina | Cesena, 15 giugno 2014 |
| Latina | 1-2       | Cesena | Latina, 18 giugno 2014 |
|        |           |        |                        |

### Play-out
|        | Risultati |        | Luogo e data           |
| ------ | --------- | ------ | ---------------------- |
| Novara | 0-2       | Varese | Novara, 6 giugno 2014  |
| Varese | 2-2       | Novara | Varese, 13 giugno 2014 |
|        |           |        |                        |

## Statistiche

### Squadre

#### Capoliste solitarie
|    | —— | —— | ——     | ——     | ——     | ——              | ——              | ——              | ——              | ——              | ——              | ——              | ——  | ——     | ——     | ——     | ——  | ——  | ——      | ——      | ——      | ——      | ——      | ——      | ——      | ——      | ——      | ——      | ——      | ——      | ——      | ——      | ——      | ——      | ——      | ——      | ——      | ——      | ——      | ——      | ——      | —— |  |
|    |    |    | Empoli | Empoli | Empoli | Virtus Lanciano | Virtus Lanciano | Virtus Lanciano | Virtus Lanciano | Virtus Lanciano | Virtus Lanciano | Virtus Lanciano |     | Empoli | Empoli | Empoli | Pal | Emp | Palermo | Palermo | Palermo | Palermo | Palermo | Palermo | Palermo | Palermo | Palermo | Palermo | Palermo | Palermo | Palermo | Palermo | Palermo | Palermo | Palermo | Palermo | Palermo | Palermo | Palermo | Palermo | Palermo |    |  |
|    |    |    |        |        |        |                 |                 |                 |                 |                 |                 |                 |     |        |        |        |     |     |         |         |         |         |         |         |         |         |         |         |         |         |         |         |         |         |         |         |         |         |         |         |         |    |  |
|    |    |    |        |        |        |                 |                 |                 |                 |                 |                 |                 |     |        |        |        |     |     |         |         |         |         |         |         |         |         |         |         |         |         |         |         |         |         |         |         |         |         |         |         |         |    |  |
| 1ª | 2ª | 3ª | 4ª     | 5ª     | 6ª     | 7ª              | 8ª              | 9ª              | 10ª             | 11ª             | 12ª             | 13ª             | 14ª | 15ª    | 16ª    | 17ª    | 18ª | 19ª | 20ª     | 21ª     | 22ª     | 23ª     | 24ª     | 25ª     | 26ª     | 27ª     | 28ª     | 29ª     | 30ª     | 31ª     | 32ª     | 33ª     | 34ª     | 35ª     | 36ª     | 37ª     | 38ª     | 39ª     | 40ª     | 41ª     | 42ª     |    |  |

#### Classifica in divenire
|                 | 1ª | 2ª | 3ª | 4ª | 5ª | 6ª | 7ª | 8ª | 9ª | 10ª | 11ª | 12ª | 13ª | 14ª | 15ª | 16ª | 17ª | 18ª | 19ª | 20ª | 21ª | 22ª | 23ª | 24ª | 25ª | 26ª | 27ª | 28ª | 29ª | 30ª | 31ª | 32ª | 33ª | 34ª | 35ª | 36ª | 37ª | 38ª | 39ª | 40ª | 41ª | 42ª |
|                 |    |    |    |    |    |    |    |    |    |     |     |     |     |     |     |     |     |     |     |     |     |     |     |     |     |     |     |     |     |     |     |     |     |     |     |     |     |     |     |     |     |     |
| --------------- | -- | -- | -- | -- | -- | -- | -- | -- | -- | --- | --- | --- | --- | --- | --- | --- | --- | --- | --- | --- | --- | --- | --- | --- | --- | --- | --- | --- | --- | --- | --- | --- | --- | --- | --- | --- | --- | --- | --- | --- | --- | --- |
| Avellino        | 3  | 4  | 7  | 7  | 8  | 9  | 12 | 15 | 15 | 18  | 21  | 21  | 24  | 27  | 27  | 28  | 29  | 30  | 33  | 34  | 37  | 37  | 38  | 39  | 39  | 40  | 41  | 44  | 44  | 44  | 45  | 48  | 48  | 48  | 49  | 52  | 52  | 55  | 56  | 56  | 59  | 59  |
| Bari            | -2 | -1 | -1 | 2  | 5  | 8  | 8  | 8  | 8  | 8   | 9   | 10  | 13  | 13  | 14  | 17  | 18  | 19  | 20  | 20  | 23  | 23  | 23  | 26  | 26  | 29  | 29  | 32  | 35  | 36  | 37  | 40  | 43  | 46  | 46  | 48  | 51  | 54  | 57  | 60  | 60  | 63  |
| Brescia         | 1  | 2  | 3  | 6  | 6  | 7  | 7  | 8  | 9  | 12  | 13  | 14  | 14  | 15  | 16  | 17  | 20  | 23  | 26  | 29  | 30  | 30  | 33  | 36  | 37  | 37  | 37  | 37  | 37  | 37  | 40  | 40  | 43  | 46  | 46  | 49  | 49  | 50  | 50  | 53  | 56  | 59  |
| Carpi           | 0  | 0  | 3  | 3  | 3  | 4  | 7  | 7  | 10 | 10  | 11  | 14  | 14  | 17  | 17  | 17  | 20  | 21  | 24  | 27  | 30  | 30  | 33  | 34  | 35  | 35  | 38  | 39  | 39  | 39  | 40  | 40  | 43  | 44  | 45  | 46  | 49  | 52  | 52  | 55  | 56  | 59  |
| Cesena          | 3  | 6  | 6  | 6  | 9  | 12 | 13 | 14 | 17 | 20  | 21  | 22  | 22  | 23  | 24  | 25  | 25  | 26  | 29  | 30  | 31  | 34  | 37  | 38  | 39  | 42  | 43  | 43  | 43  | 46  | 47  | 50  | 53  | 53  | 53  | 53  | 56  | 59  | 62  | 65  | 65  | 66  |
| Cittadella      | 1  | 2  | 2  | 3  | 3  | 4  | 7  | 10 | 13 | 13  | 13  | 14  | 14  | 15  | 16  | 16  | 17  | 17  | 18  | 21  | 21  | 21  | 21  | 21  | 21  | 22  | 23  | 23  | 26  | 29  | 29  | 29  | 32  | 33  | 36  | 39  | 42  | 45  | 45  | 45  | 46  | 47  |
| Crotone         | 0  | 0  | 1  | 4  | 7  | 10 | 10 | 13 | 16 | 16  | 19  | 20  | 23  | 23  | 26  | 27  | 28  | 31  | 32  | 32  | 32  | 33  | 33  | 36  | 36  | 39  | 39  | 42  | 45  | 46  | 49  | 50  | 51  | 52  | 55  | 55  | 58  | 58  | 58  | 59  | 62  | 63  |
| Empoli          | 3  | 6  | 7  | 10 | 13 | 14 | 14 | 17 | 17 | 20  | 23  | 24  | 24  | 27  | 30  | 31  | 32  | 33  | 36  | 36  | 39  | 39  | 40  | 41  | 42  | 45  | 46  | 46  | 47  | 50  | 50  | 53  | 53  | 56  | 56  | 59  | 62  | 65  | 65  | 68  | 69  | 72  |
| Juve Stabia     | 0  | 0  | 0  | 1  | 4  | 4  | 4  | 5  | 5  | 5   | 5   | 6   | 7   | 7   | 7   | 7   | 8   | 8   | 9   | 9   | 9   | 12  | 13  | 14  | 14  | 15  | 15  | 15  | 15  | 15  | 16  | 16  | 16  | 16  | 17  | 17  | 18  | 18  | 18  | 19  | 19  | 19  |
| Latina          | 0  | 1  | 1  | 2  | 3  | 4  | 7  | 8  | 9  | 12  | 13  | 16  | 17  | 20  | 23  | 26  | 26  | 26  | 26  | 27  | 30  | 33  | 34  | 35  | 38  | 39  | 42  | 45  | 45  | 45  | 45  | 48  | 51  | 54  | 57  | 57  | 58  | 61  | 64  | 64  | 67  | 68  |
| Modena          | 1  | 2  | 5  | 5  | 8  | 8  | 11 | 11 | 12 | 15  | 15  | 18  | 19  | 19  | 20  | 21  | 21  | 21  | 21  | 21  | 22  | 23  | 26  | 29  | 32  | 32  | 35  | 36  | 37  | 40  | 41  | 42  | 45  | 48  | 49  | 50  | 53  | 56  | 59  | 62  | 63  | 64  |
| Novara          | 0  | 3  | 4  | 7  | 8  | 9  | 10 | 10 | 10 | 10  | 11  | 12  | 13  | 13  | 14  | 14  | 17  | 20  | 20  | 21  | 21  | 24  | 24  | 24  | 24  | 27  | 28  | 31  | 31  | 34  | 35  | 35  | 36  | 36  | 39  | 40  | 40  | 40  | 43  | 43  | 44  | 44  |
| Padova          | 0  | 1  | 1  | 1  | 1  | 2  | 2  | 5  | 5  | 8   | 8   | 11  | 11  | 12  | 13  | 14  | 17  | 18  | 18  | 19  | 19  | 20  | 21  | 21  | 22  | 22  | 22  | 23  | 26  | 26  | 27  | 30  | 31  | 32  | 35  | 35  | 35  | 35  | 35  | 38  | 38  | 41  |
| Palermo         | 1  | 1  | 4  | 7  | 7  | 7  | 10 | 11 | 14 | 17  | 18  | 21  | 24  | 27  | 27  | 30  | 31  | 34  | 34  | 37  | 40  | 41  | 42  | 45  | 46  | 47  | 50  | 53  | 56  | 59  | 60  | 63  | 66  | 69  | 72  | 75  | 78  | 79  | 82  | 82  | 85  | 86  |
| Pescara         | 3  | 4  | 5  | 5  | 5  | 6  | 7  | 8  | 8  | 8   | 11  | 12  | 15  | 18  | 19  | 22  | 25  | 28  | 31  | 34  | 34  | 34  | 34  | 34  | 34  | 34  | 35  | 38  | 41  | 41  | 44  | 45  | 45  | 46  | 46  | 47  | 47  | 50  | 51  | 51  | 52  | 52  |
| Reggina         | 1  | 2  | 5  | 5  | 6  | 6  | 6  | 6  | 9  | 9   | 9   | 9   | 12  | 12  | 13  | 13  | 13  | 13  | 13  | 14  | 14  | 17  | 20  | 21  | 22  | 22  | 22  | 25  | 25  | 25  | 26  | 27  | 27  | 28  | 28  | 27  | 25  | 26  | 28  | 28  | 28  | 28  |
| Siena           | 1  | -4 | 4  | 4  | 5  | 6  | 7  | 8  | 11 | 11  | 12  | 13  | 14  | 17  | 20  | 21  | 21  | 24  | 27  | 28  | 29  | 30  | 33  | 33  | 36  | 37  | 38  | 39  | 42  | 45  | 46  | 48  | 48  | 51  | 51  | 52  | 52  | 52  | 55  | 58  | 61  | 61  |
| Spezia          | 1  | 4  | 4  | 4  | 7  | 10 | 11 | 12 | 13 | 14  | 17  | 17  | 20  | 20  | 20  | 23  | 24  | 24  | 27  | 30  | 30  | 33  | 34  | 35  | 38  | 39  | 40  | 40  | 40  | 43  | 43  | 44  | 45  | 48  | 51  | 51  | 54  | 54  | 57  | 58  | 61  | 62  |
| Ternana         | 3  | 4  | 4  | 4  | 5  | 5  | 5  | 6  | 7  | 10  | 10  | 11  | 14  | 14  | 15  | 15  | 18  | 19  | 19  | 19  | 22  | 25  | 28  | 29  | 30  | 31  | 32  | 35  | 38  | 39  | 40  | 41  | 41  | 41  | 44  | 45  | 45  | 45  | 48  | 48  | 48  | 51  |
| Trapani         | 3  | 4  | 5  | 8  | 8  | 8  | 8  | 9  | 10 | 11  | 12  | 12  | 12  | 15  | 18  | 21  | 22  | 23  | 26  | 29  | 30  | 33  | 36  | 37  | 38  | 41  | 42  | 42  | 45  | 46  | 49  | 49  | 49  | 49  | 49  | 52  | 53  | 53  | 54  | 57  | 57  | 57  |
| Varese          | 0  | 1  | 4  | 7  | 8  | 11 | 14 | 14 | 15 | 15  | 16  | 17  | 17  | 20  | 20  | 23  | 23  | 26  | 26  | 27  | 28  | 28  | 28  | 29  | 32  | 33  | 36  | 36  | 36  | 37  | 40  | 40  | 43  | 43  | 43  | 43  | 43  | 43  | 43  | 43  | 44  | 47  |
| Virtus Lanciano | 1  | 2  | 5  | 8  | 9  | 12 | 15 | 18 | 19 | 22  | 25  | 25  | 26  | 26  | 29  | 29  | 30  | 30  | 30  | 30  | 33  | 36  | 36  | 37  | 40  | 41  | 44  | 44  | 47  | 48  | 48  | 48  | 48  | 48  | 51  | 54  | 55  | 56  | 57  | 58  | 59  | 60  |

#### Primati stagionali
Squadre
- Maggior numero di vittorie: Palermo (25)
- Minor numero di vittorie: Juve Stabia (2)
- Maggior numero di pareggi: Modena (16)
- Minor numero di pareggi: Bari (10)
- Maggior numero di sconfitte: Juve Stabia (27)
- Minor numero di sconfitte: Palermo (6)
- Miglior attacco: Modena (65 gol fatti)
- Peggior attacco: Juve Stabia (37 gol fatti)
- Miglior difesa: Palermo (28 gol subiti)
- Peggior difesa: Juve Stabia (80 gol subiti)
- Miglior differenza reti: Palermo (+34)
- Peggior differenza reti: Juve Stabia (−43)
- Miglior serie positiva: Palermo (dalla 20ª alla 39ª giornata) (20)
- Maggior numero di vittorie consecutive: Palermo (6)
- Maggior numero di vittorie consecutive in trasferta: Palermo (8)
- Maggior numero di pareggi consecutivi: Trapani (4)
- Maggior numero di sconfitte consecutive: Varese (7)

Partite
- Partita con più reti: Siena-Crotone 5-2 (1ª giornata), Varese-Reggina 4-3 (27ª giornata) e Trapani-Bari 3-4 (32ª giornata) (7)
- Partita con maggiore scarto di gol: Ternana-Novara 5-0 (10ª giornata, +5)
- Giornata con maggior numero di gol: 43 (10ª giornata)
- Giornata con minor numero di gol: 18 (42ª giornata)

### Individuali

#### Classifica marcatori
| Gol | Rigori |  | Giocatore             | Squadra               |
| --- | ------ |  | --------------------- | --------------------- |
| 26  | 4      |  | Matteo Mancosu        | Trapani               |
| 22  | 3      |  | Francesco Tavano      | Empoli                |
| 20  | 3      |  | Leonardo Pavoletti    | Varese                |
| 20  | 4      |  | Khouma el Babacar     | Modena                |
| 19  | 7      |  | Mirco Antenucci       | Ternana               |
| 18  | 5      |  | Andrea Caracciolo     | Brescia               |
| 15  | 1      |  | Massimo Maccarone     | Empoli                |
| 15  | 2      |  | Andrey Galabinov      | Avellino              |
| 14  | 1      |  | Jonathas              | Latina                |
| 14  | 5      |  | Abel Hernández        | Palermo               |
| 13  | 1      |  | Alessandro Rosina     | Siena                 |
| 13  | 2      |  | Osarimen Ebagua       | Spezia                |
| 13  | 5      |  | Riccardo Maniero      | Pescara               |
| 12  |        |  | Niccolò Giannetti     | Siena (7), Spezia (5) |
| 12  | 3      |  | Federico Bernardeschi | Crotone               |